# Dynastia Han
Dynastia Han (206 p.n.e.–220 n.e.) (chiń. upr. 汉朝; chiń. trad. 漢朝; pinyin Hàn Cháo; Wade-Giles Han Ch’ao; wym. [xân tʂʰɑ̌ʊ̯]) była drugą dynastią cesarską Chin, po dynastii Qin (221-206 p.n.e.) i przed Epoką Trzech Królestw (220-280 n.e.).
Założycielem dynastii był Liu Bang, późniejszy cesarz Gaozu. Rządy dynastii Han zostały na krótko przerwane przez dynastię Xin (9-23 n.e.), założoną przez byłego regenta Wang Manga. Dynastia Xin dzieli panowanie dynastii Han na dwa okresy: Zachodniej Dynastii Han (206 p.n.e.-9 n.e.) i Wschodniej Dynastii Han (25-220 n.e.). Panowanie dynastii Han jest uważane za złoty wiek w chińskiej historii. Do dziś główna grupa etniczna Chin określa siebie jako Chińczycy Han, a pismo chińskie jest określane jako „znaki Han” (chiń. upr. 汉字; chiń. trad. 漢字; pinyin hànzì).
Cesarstwo Han dzieliło się na obszary zarządzane bezpośrednio przez władze centralne: komanderie i pewną liczbę wpół-autonomicznych lennych królestw. Królestwa stopniowo straciły wszelkie atrybuty niezależności, zwłaszcza po Rebelii Siedmiu Królestw. W 200 r. p.n.e. armia dynastii Han została pokonana przez konfederację koczowniczych plemion Xiongnu, która kontrolowała wschodnią część Wielkiego Stepu. W następstwie klęski dynastia Han weszła z Xiongnu w system dynastycznych mariaży, w którym de facto była słabszą stroną. Kiedy, pomimo pokoju, Xiongnu kontynuowali rajdy na Chiny, cesarz Wu (141-87 p.n.e.) zorganizował przeciwko nim szereg wypraw wojskowych. Zwycięstwa dynastii Han w tych wojnach, zmusiły Xiongnu do zostania ich wasalami i włączenia się w chiński system trybutarny. Te wyprawy rozszerzyły terytorium cesarstwa Han o Kotlinę Kaszgarską w Azji Środkowej i pozwoliły stworzyć Jedwabny Szlak – wielki szlak handlowy łączący Chiny i świat śródziemnomorski. Wojska dynastii Han zdołały podzielić Xiongnu na Północnych i Południowych. Następnie zmusiły Północnych Xiongnu do wycofania się poza rzekę Ili. Pomimo tych zwycięstw tereny na północ od Chin właściwych zostały szybko opanowane przez Xianbei.
Od 92 r. n.e. coraz większy wpływ na politykę mieli pałacowi eunuchowie, angażujący się w brutalną walkę o władzę pomiędzy stronnictwami tworzonymi przez krewnych cesarzowych i cesarzowych wdów. Te walki wewnętrzne spowodowały ostatecznie upadek dynastii Han. Władza cesarska była także zagrożona przez potężne sekty taoistyczne, które wywołały Powstanie Żółtych Turbanów i Powstanie Pięciu Miar Ryżu. Po śmierci cesarza Linga (168-189 n.e.) gwardia cesarska dokonała masowej rzezi pałacowych eunuchów. Nastąpiło uniezależnienie lokalnej arystokracji i dowódców wojskowych, co spowodowało rozpad cesarstwa. W 220 r. n.e. Cao Pi, król Wei, zmusił do abdykacji na swoją rzecz cesarza Xiana (189-220 n.e.), co oznaczało definitywny upadek dynastii Han.
Panowanie dynastii Han było okresem dobrobytu i znacznego upowszechnienia obrotu pieniężnego. Monety emitowane przez państwową mennicę od 119 r. p.n.e. pozostały podstawowym środkiem płatniczym aż do panowania dynastii Tang (618-907 n.e.). W celu sfinansowania wydatków związanych z wyprawami wojskowymi i osadnictwem na podbitych terytoriach, w 117 r. p.n.e. rząd ustanowił monopole na sól i żelazo oraz przejął działające w tych branżach przedsiębiorstwa. Rządowe monopole zniesiono za panowania Wschodniej Dynastii Han, a utracone dochody zastąpiono wysokim opodatkowaniem prywatnych przedsiębiorców. Cesarz znajdował się na szczycie hierarchii społecznej. Sprawował rządy, ale udział we władzy miała zarówno arystokracja jak i mianowani ministrowie, wywodzący się przeważnie z wykształconej elity. Od panowania cesarza Wu (141-87 p.n.e.) dwór cesarski oficjalnie promował, zarówno w edukacji jak i w polityce, konfucjanizm połączony z kosmologią późniejszych uczonych, jak np. Dong Zhongshu. Tę politykę kontynuowano aż do upadku dynastii Qing w 1911 r. Za panowania dynastii Han nastąpił znaczny postęp naukowy i technologiczny. Wynaleziono papier, ster, użycie liczb ujemnych, mapy plastyczne, zasilane hydraulicznie astrolabium sferyczne i sejsmograf, w którym zastosowano wahadło odwrócone.

## Etymologia
Według Zapisków historyka, po upadku dynastii Qin przywódca rebelii Xiang Yu mianował w 206 r. p.n.e. Liu Banga królem (Wang) małego lenna Hanzhong (środkowe Han), nazwanego tak ze względu na położenie w środkowym biegu rzeki Han. Po zwycięstwie Liu Banga w wojnie domowej po upadku dynastii Qin (Rywalizacja Chu-Han, 206-202 p.n.e.), założona przez niego dynastia została nazwana Han – od nazwy lenna Hanzhong.

## Historia

### Zachodnia Dynastia Han

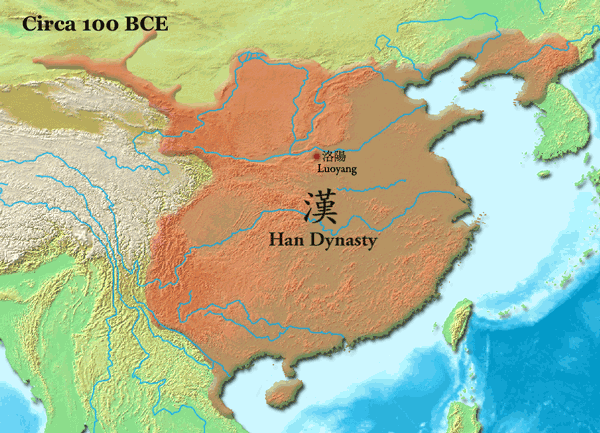
Cesarstwo dynastii Han ok. 100 p.n.e.

Pierwszą dynastią cesarską Chin była dynastia Qin (221-206 p.n.e.). Dynastia Qin zjednoczyła, w drodze podboju, Chiny po Epoce Walczących Królestw, ale cesarstwo osłabło po śmierci pierwszego cesarza Chin Qin Shi Huanga. W ciągu czterech lat dynastia została obalona przez powstanie. Dwóch byłych przywódców powstania – Xiang Yu z Chu i Liu Bang z Han – zaczęło wojnę o dominację w Chinach (Rywalizacja Chu-Han, 206-202 p.n.e.), które po upadku dynastii Qin podzieliły się na 18 królestw, teraz zmuszonych do opowiedzenia się po stronie Xiang Yu lub Liu Banga. Chociaż Xiang Yu okazał się zdolnym dowódcą, w 202 r. p.n.e. Liu Bang ostatecznie pokonał go w bitwie pod Gaixia (obecnie Suzhou w prowincji Anhui). Liu Bang przyjął tytuł cesarza (huangdi) i jest znany pod imieniem Gaozu (202-195 r. p.n.e.). Nową stolicą ponownie zjednoczonych Chin został Chang’an.

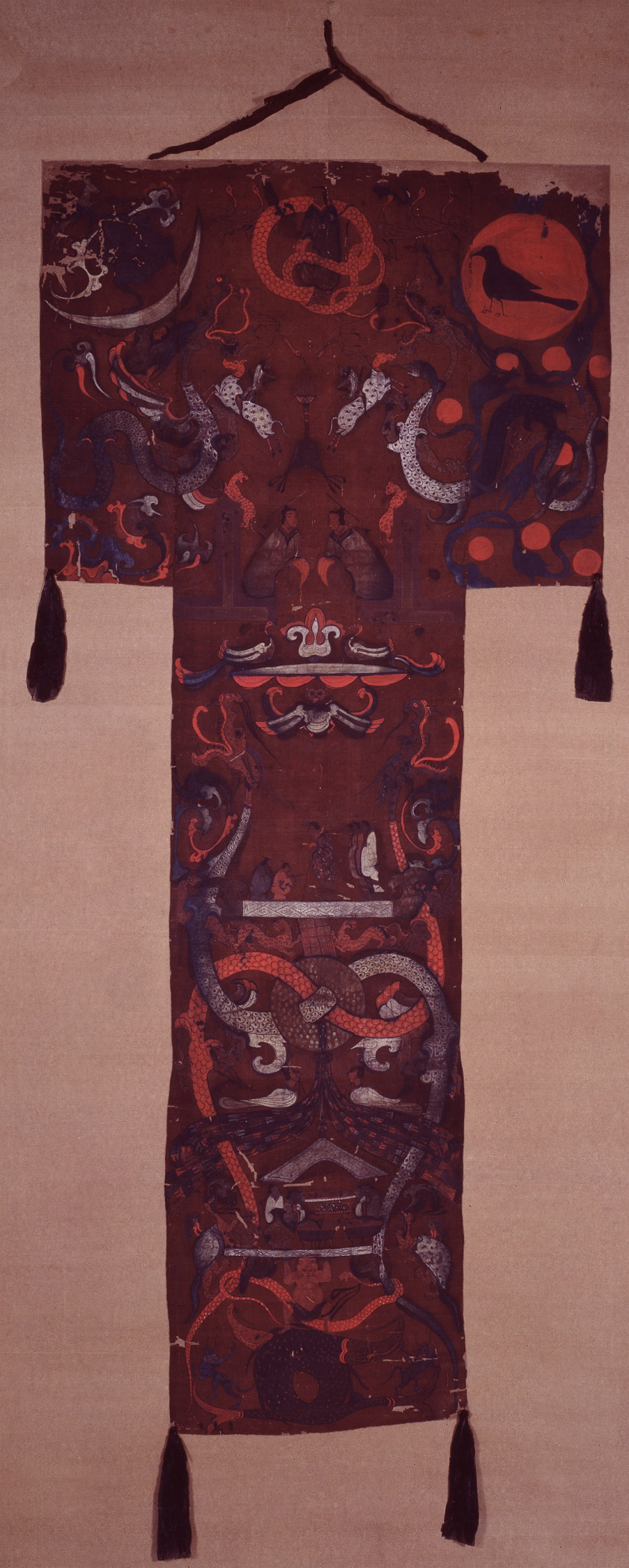
Malowany zwój jedwabiu z Mawangdui, Changsha, prowincja Hunan. Pokrywał trumnę Damy Dai (zm. 168 r. p.n.e.), żony markiza Li Canga (zm. 186 r. p.n.e.), kanclerza królestwa Changsha. Muzeum Prowincji Hunan

W pierwszych latach panowania Zachodniej Dynastii Han cesarstwo dzieliło się na 13 komanderii (wliczając region stołeczny) oraz 10 wpół-autonomicznych lennych królestw. Komanderie obejmowały 1/3 powierzchni kraju, w jego zachodniej części, i były zarządzane bezpośrednio przez władze centralne. Pozostałe 2/3 powierzchni kraju zajmowały lenne królestwa, na czele których stali mianowani przez cesarza królowie. Chcąc sobie zjednać ważniejszych dowódców z czasów wojny z Chu, cesarz Gaozu nadał im te królestwa w lenno. Odkąd zaczęła być kwestionowana lojalność wobec tronu osób niespokrewnionych z panującym, do 157 r. p.n.e. wszyscy lenni królowie zostali zastąpieni przez członków rodziny cesarskiej – Liu. Po kilku buntach królów z rodziny cesarskiej – największym była Rebelia Siedmiu Królestw w 154 r. p.n.e. – dwór cesarski w 145 r. p.n.e. rozpoczął serię reform, ograniczając wielkość i zasoby tych królestw oraz dzieląc je na mniejsze lub przekształcając w komanderie. Królowie nie mogli już mianować swoich urzędników; ten obowiązek przejął dwór cesarski. Królowie stali się tytularnymi władcami swoich lenn i zatrzymywali część wpływów z podatków jako swoje osobiste dochody. Królestwa nigdy nie zostały całkowicie zlikwidowane i istniały przez cały okres panowania dynastii Han.
Na północ od Chin właściwych, wódz koczowników Xiongnu shanyu Maodun (209-174 p.n.e.) podbił różne plemiona zamieszkujące wschodnią część Wielkiego Stepu. Pod koniec panowania, kontrolował Mandżurię, Mongolię i Kotlinę Kaszgarską, podbijając ponad 20 państw na wschód od Samarkandy. Cesarz Gaozu był zaniepokojony ożywionym handlem bronią wytwarzaną w Chinach, prowadzonym z Xiongnu wzdłuż północnej granicy państwa, i nałożył embargo na Xiongnu. Pomimo embarga Xiongnu dalej nabywali w Chinach potrzebne im produkty. Siły chińskie zorganizowały niespodziewany atak na Xiongnu, którzy handlowali na terenach przygranicznych. W odwecie, Xiongnu najechali tereny obecnej prowincji Shanxi, gdzie w 200 r. p.n.e. pokonali wojska cesarstwa Han pod Baideng. W wyniku negocjacji, w 198 r. p.n.e. zostało zawarte porozumienie "heqin" (pokój i koligacja), pomiędzy cesarstwem Han a Xiongnu jako formalnie równorzędnymi stronami, wzmocnione poprzez małżeństwo dynastyczne. Jednak cesarstwo Han było zmuszone płacić Xiongnu ogromny trybut w postaci jedwabiu, żywności i wina.
Pomimo trybutu i negocjacji pomiędzy shanyu Laoshang (174-160 p.n.e.) i cesarzem Wen (180-157 p.n.e.) o otwarciu przygranicznych rynków, Xiongnu kontynuowali rajdy na Chiny w celu zdobycia dodatkowych łupów. Na naradzie dworu (tingyi) zwołanej przez cesarza Wu (141-87 p.n.e.) w 135 r. p.n.e., konsensusem wśród ministrów było utrzymanie porozumienia heqin. Cesarz Wu zaakceptował to, pomimo kontynuacji rajdów przez Xiongnu. Jednak na naradzie dworu w następnym roku osiągnięto konsensus, że zastawienie w Mayi pułapki na rajd Xiongnu wraz z zabójstwem shanyu spowoduje chaos w państwie Xiongnu i będzie korzystne dla dynastii Han. Gdy pułapka nie powiodła się w 133 r. p.n.e., cesarz Wu zainicjował serię wypraw wojskowych przeciwko Xiongnu. Chińskie armie zdobywały kolejne obszary i tworzyły kolonie rolnicze (tuntian) w celu ich wzmocnienia. Kulminacja tych ataków miała miejsce w 119 r. p.n.e. w postaci bitwy pod Mobei, w wyniku której chińscy dowódcy Huo Qubing (zm. 117 p.n.e.) i Wei Qing (zm. 106 p.n.e.) zmusili dwór Xiongnu do ucieczki na północ od pustyni Gobi.
Siły cesarstwa Han przeważały nad Xiongnu również za panowania następców cesarza Wu. Przywódca Xiongnu Huhanye (58-31 p.n.e.) ostatecznie w 51 r. p.n.e. podporządkował się cesarstwu Han jako jego wasal. Jego rywal do tronu, shanyu Zhizhi (56-36 p.n.e.), został pokonany w bitwie przez Chen Tanga i Gan Yanshou i zginął w pobliżu dzisiejszego Tarazu w Kazachstanie.

Pozłacana lampka oliwna z brązu, w kształcie klęczącej służącej, datowana na II w. p.n.e., znaleziona w grobowcu Dou Wan, żony księcia z dynastii Han Liu Shenga; jej przesuwana przesłona pozwalała na regulowanie kierunku, jak i jasności światła, jak również pozwalała zatrzymywać dym wewnątrz lampki. Zbiory Muzeum Hebei

W 121 r. p.n.e. wojska Han wyparły Xiongnu z rozległego terytorium sięgającego od Korytarza Gansu do jeziora Lob-nor. W 111 r. p.n.e. odparły wspólną inwazję Xiongnu i Qiang na to terytorium. W tym samym roku zostały utworzone cztery nowe pograniczne komanderie w tym regionie: Jiuquan, Zhangye, Dunhuang i Wuwei. Początkowo większość ich mieszkańców stanowili żołnierze. Rząd zaczął przymusowo przesiedlać do nowych nadgranicznych osad chłopów, wraz z należącymi do państwa niewolnikami i skazańcami, którzy wykonywali ciężkie prace. Zachęcał również zwykłych ludzi: chłopów, kupców, właścicieli ziemskich i pracowników najemnych, żeby dobrowolnie osiedlali się na tych terenach.
Jeszcze przed ekspansją cesarstwa Han w kierunku Azji Środkowej podróże dyplomaty Zhang Qiana w latach 139-125 p.n.e. pozwoliły na nawiązanie kontaktów z wieloma nieznanymi dotąd Chińczykom cywilizacjami. Zhang Qian odwiedził Dayuan (Ferganę), Kangju (Sogdianę) i Daxia (Baktrię, byłe Królestwo Greko-Baktryjskie); zebrał także informacje o Shendu (Dolinie Indusu w północnych Indiach) i Anxi (Królestwie Partów). Wszystkie te kraje ostatecznie odwiedziły chińskie poselstwa. Te kontakty zapoczątkowały powstanie Jedwabnego Szlaku, szlaku handlowego, który sięgał do terenów Cesarstwa Rzymskiego, dostarczając wyroby chińskie – jak jedwab – do Rzymu i wyroby rzymskie – jak szkło – do Chin. Pomiędzy ok. 115 a 60 r. p.n.e. wojska Han walczyły z Xiongnu o panowanie nad zbudowanymi wokół oaz miastami-państwami w Kotlinie Kaszgarskiej. Wojska chińskie ostatecznie zwyciężyły i w 60 r. p.n.e. utworzono Protektorat Regionów Zachodnich, który zajmował się obroną rejonu i sprawami zagranicznymi.
W 111 r. p.n.e. zostało podbite państwo Nanyue, co pozwoliło rozszerzyć panowanie cesarstwa Han na tereny obecnych prowincji Guangdong, Guangxi i północnego Wietnamu. Do cesarstwa Han w wyniku podboju Królestwa Dian został włączony w 109 r. p.n.e. Yunnan, a w 108 r. p.n.e. część Półwyspu Koreańskiego (komanderie Xuantu i Lelang). Według pierwszego znanego ogólnokrajowego chińskiego spisu powszechnego, przeprowadzonego w 2 r. n.e., ludność kraju liczyła 57 671 400 osób w 12 366 470 gospodarstwach domowych.
W celu sfinansowania wypraw wojennych i kolonizacji podbitych terenów cesarz Wu upaństwowił kilka gałęzi przemysłu. Utworzył rządowe monopole zarządzane przeważnie przez byłych kupców (shang). Obejmowały one sól, żelazo, produkcję alkoholu, jak również emisję monet z brązu. Monopol na produkcję alkoholu trwał tylko od 98 do 81 r. p.n.e., natomiast monopole na sól i żelazo ostatecznie zniesiono w pierwszych latach panowania Wschodniej Dynastii Han. Emisja monet pozostała monopolem państwowym do końca panowania dynastii Han. Monopole rządowe zostały ostatecznie zniesione, gdy większe wpływy na dworze cesarskim zdobyło stronnictwo zwane reformistami. Reformiści byli przeciwnikami stronnictwa modernistów, które zdominowało politykę dworu za panowania cesarza Wu i następującym po nim okresie regencji Huo Guanga (zm. 68 p.n.e.). Moderniści opowiadali się za agresywną i ekspansjonistyczną polityką zagraniczną, wspieraną przez dochody ze znacznej rządowej interwencji w gospodarkę prywatną. Reformiści zmienili tę politykę, faworyzując ostrożne, nieekspansjonistyczne podejście do polityki zagranicznej, politykę oszczędności budżetowych i obniżenie podatków nakładanych na prywatnych przedsiębiorców.

### Rządy Wang Manga i wojna domowa

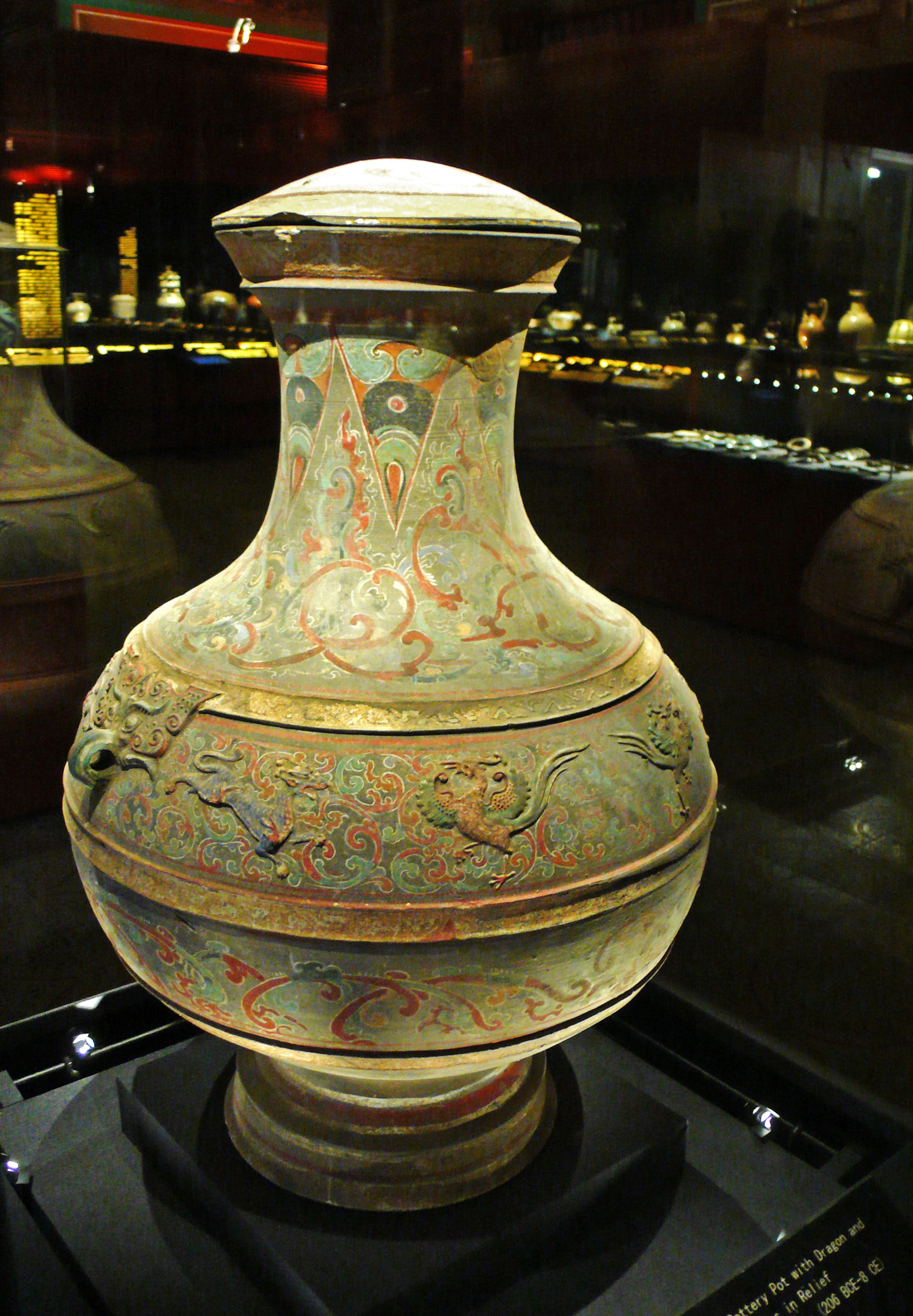
Malowany ceramiczny dzban z czasów Zachodniej Dynastii Han, ozdobiony płaskorzeźbami smoków, feniksów i taotie. Zbiory Muzeum Pałacowego w Pekinie

Wang Zhengjun (71 p.n.e.-13 n.e.) była pierwszą żoną cesarza, później cesarzową wdową i ostatecznie Wielką Cesarzową Wdową w trakcie panowania cesarzy: Yuana (49-33 p.n.e.), Chenga (33-7 p.n.e.) i Ai (7-1 p.n.e.). W tym czasie jej męscy krewni byli kolejnymi regentami. Po śmierci cesarza Ai, Wang Mang (45 p.n.e.-23 n.e.), bratanek cesarzowej Wang Zhengjun, został mianowany regentem cesarza Pinga (1 p.n.e.-6 n.e.). Gdy cesarz Ping zmarł w 6 r. n.e., cesarzowa wdowa mianowała Wang Manga regentem pełniącym obowiązki cesarza w imieniu Liu Yinga (zm. 25 n.e.). Wang Mang przyrzekł oddać władzę wraz z dojściem następcy tronu do pełnoletniości. Pomimo obietnicy oraz protestów i rewolt arystokracji, Wang Mang ogłosił, że boski Mandat Niebios wzywa do zakończenia rządów dynastii Han i utworzenia jego własnej: dynastii Xin (9-23 n.e.).
Wang Mang zapoczątkował szereg istotnych reform, które ostatecznie zakończyły się niepowodzeniem. Reformy obejmowały: zniesienie niewolnictwa, nacjonalizację ziemi, w celu jej równego podziału między gospodarstwa domowe oraz wprowadzenie nowej waluty i związane z tym obniżenie wartości monet. Chociaż reformy wywoływały znaczny opór, jednak ostatecznie upadek rządów Wang Manga spowodowały ogromne powodzie ok. 3 r. n.e. i w 11 r. n.e. Stopniowe zamulanie Żółtej Rzeki podniosło jej poziom i spowodowało przełamanie zabezpieczeń przeciwpowodziowych. Żółta Rzeka podzieliła się na dwie nowe odnogi: jedna uchodziła na północ, a druga na południe od półwyspu Szantung, jednak do 70 r. n.e. inżynierom udało się obwałować południową odnogę. Powódź wypędziła tysiące chłopów z ich gospodarstw. Wielu z nich, by przeżyć, dołączało do wędrownych band i grup powstańczych jak Czerwone Brwi. Armie wysłane przez Wang Manga nie zdołały pokonać ciągle powiększających się sił powstańców. W końcu rebelianci zdobyli stolicę, wdarli się do pałacu cesarskiego i zabili Wang Manga.
Cesarz Gengshi (23-25 n.e.), potomek cesarza Jinga (157-141 p.n.e.), usiłował przywrócić rządy dynastii Han i zajął Chang’an. Jednak został pokonany przez „Czerwone brwi”, którzy pozbawili go tronu, następnie zamordowali i zastąpili marionetkowym władcą Liu Penzi. Liu Xiu, znany pod imieniem pośmiertnym Guangwu (25-57 n.e.), po wyróżnieniu się w bitwie pod Kunyangiem w 23 r. n.e., został następcą cesarza Gengshi. Panowanie cesarza Guangwu oznaczało powrót na tron cesarski dynastii Han. Guangwu przeniósł w 25 r. n.e. stolicę do Luoyang, a do 27 r. n.e. jego dowódcy Deng Yu i Feng Yi stłumili powstanie Czerwonych Brwi i stracili jego przywódców pod zarzutem zdrady. Między 26 a 36 r. n.e., cesarz Guangwu musiał prowadzić wojny z lokalnymi przywódcami wojskowymi, którzy ubiegali się o tytuł cesarski. Gdy zostali pokonani, Chiny zostały ponownie zjednoczone pod władzą dynastii Han.
Okres pomiędzy założeniem dynastii Han a rządami Wang Manga jest znany jako Zachodnia Dynastia Han (chiń. upr. 西漢; chiń. trad. 西汉; pinyin Xī Hàn) lub Wcześniejsza Dynastia Han (chiń. upr. 前漢; chiń. trad. 前汉; pinyin Qián Hàn) (206 p.n.e.-9 n.e.). W tym okresie stolicą cesarstwa było Chang’an (dzisiejsze Xi’an). Za panowania cesarza Guangwu stolica została przeniesiona w kierunku wschodnim, do Luoyang. Okres od jego panowania do upadku dynastii Han jest znany jako Wschodnia Dynastia Han (chiń. upr. 東漢; chiń. trad. 东汉; pinyin Dōng Hàn) lub Późniejsza Dynastia Han (chiń. upr. 後漢; chiń. trad. 后汉; pinyin Hòu Hàn) (25-220 n.e.).

### Wschodnia Dynastia Han

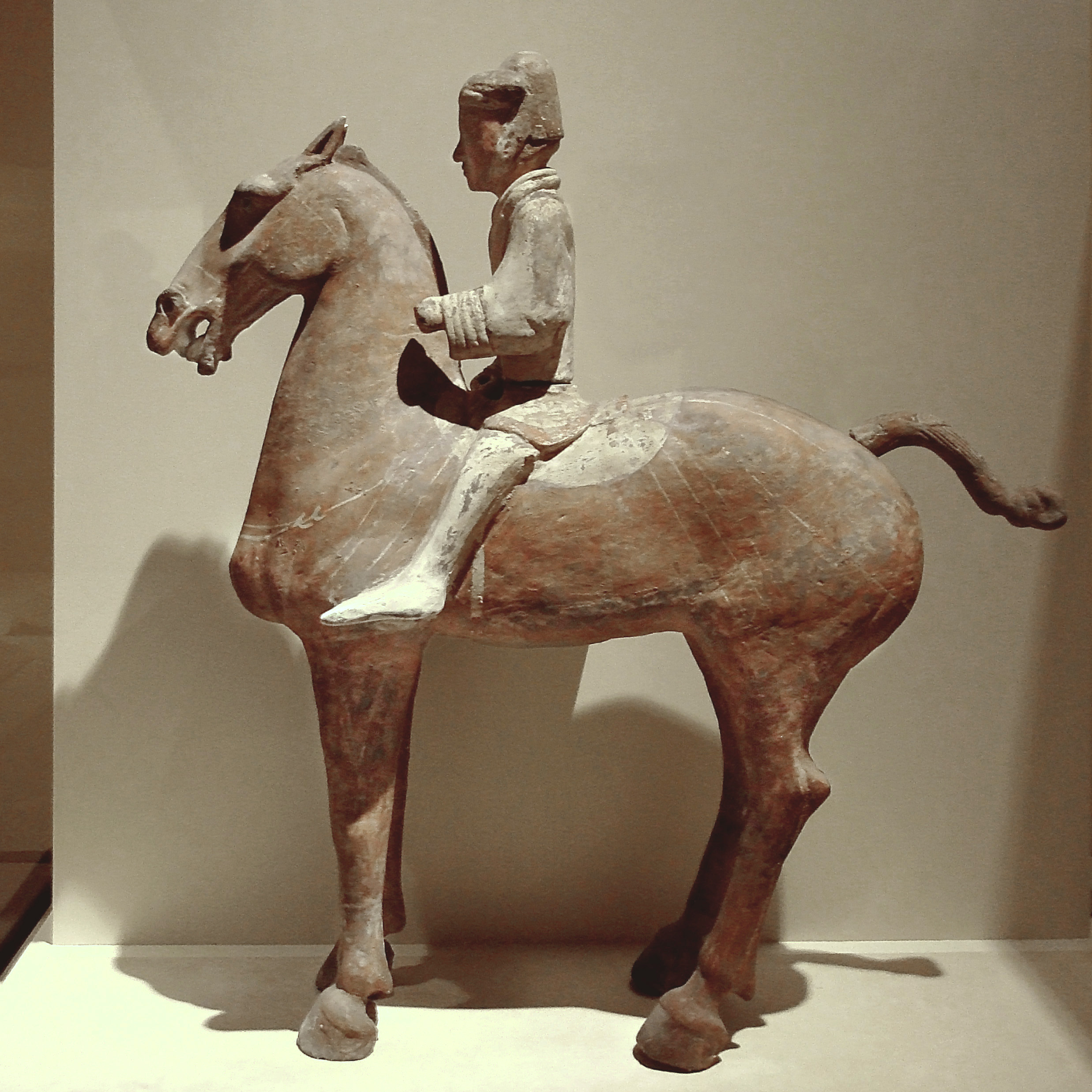
Figurka z czasów Wschodniej Dynastii Han, wykonana z malowanej ceramiki, przedstawiająca siedzącego na koniu kawalerzystę, pochodząca z grobowca w Xianyang, prowincja Shaanxi. Zbiory Muzeum Xianyangu

Panowanie Wschodniej Dynastii Han, znanej także pod nazwą Późniejszej Dynastii Han, z formalnego punktu widzenia rozpoczęło się 5 sierpnia 25 r. n.e., kiedy Liu Xiu został cesarzem Guangwu. Koreańskie państwo Goguryeo wykorzystało powstanie przeciw rządom Wang Manga do najazdów na chińskie komanderie na terenie obecnej Korei. Dynastia Han odzyskała kontrolę nad tymi terenami dopiero w 30 r. n.e. W 40 r. n.e. wybuchło w Wietnamie powstanie przeciw rządom chińskim, któremu przewodziły siostry Trưng. W latach 42-43 n.e. powstanie zostało stłumione przez generała dynastii Han Ma Yuana (zm. 49 n.e.). Wang Mang wznowił działania wojenne przeciwko Xiongnu, którzy uniezależnili się od Chin, do czasu, gdy ich przywódca Bi, rywalizujący o tron ze swoim kuzynem Punu, został wasalem cesarstwa Han w 50 r. n.e. To spowodowało podział Xiongnu na dwa rywalizujące państwa: Południowych Xiongnu pod wodzą Bi (sprzymierzeńców cesarstwa Han) i Północnych Xiongnu pod wodzą Punu (wrogich cesarstwu Han).
W czasie rządów Wang Manga Chiny utraciły kontrolę nad Kotliną Kaszgarską, która została podbita przez Północnych Xiongnu w 63 r. n.e. i służyła za bazę do inwazji na Korytarz Gansu. Dou Gu (zm. 88 n.e.) pokonał Północnych Xiongnu w bitwie pod Yiwu w 73 r. n.e., wyparł ich z Turfanu i ścigał aż do okolic jeziora Barkol. Następnie utworzył garnizon w Hami – komanderię Yiwu. Po zabójstwie nowego Protektora Generalnego Regionów Zachodnich Chen Mu (75 n.e.) przez sprzymierzeńców Xiongnu, garnizon w Hami został ewakuowany. W 89 r. n.e. Dou Xian (zm. 92 n.e.) pokonał w bitwie pod Ikh Bayan Północnych Xiongnu, którzy następnie uciekli w góry Ałtaj. Po ucieczce Północnych Xiongnu do doliny rzeki Ili w 91 r. n.e., Xianbei zajęli tereny od granic królestwa Buyeo w Mandżurii do rzeki Ili. Szczyt potęgi osiągnęli Xianbei za panowania Tanshihuai (zm. ok. 180 n.e.), który pokonał kierowane przeciwko niemu chińskie ekspedycje wojskowe. Jednak po śmierci Tanshihuaia konfederacja Xianbei rozpadła się.

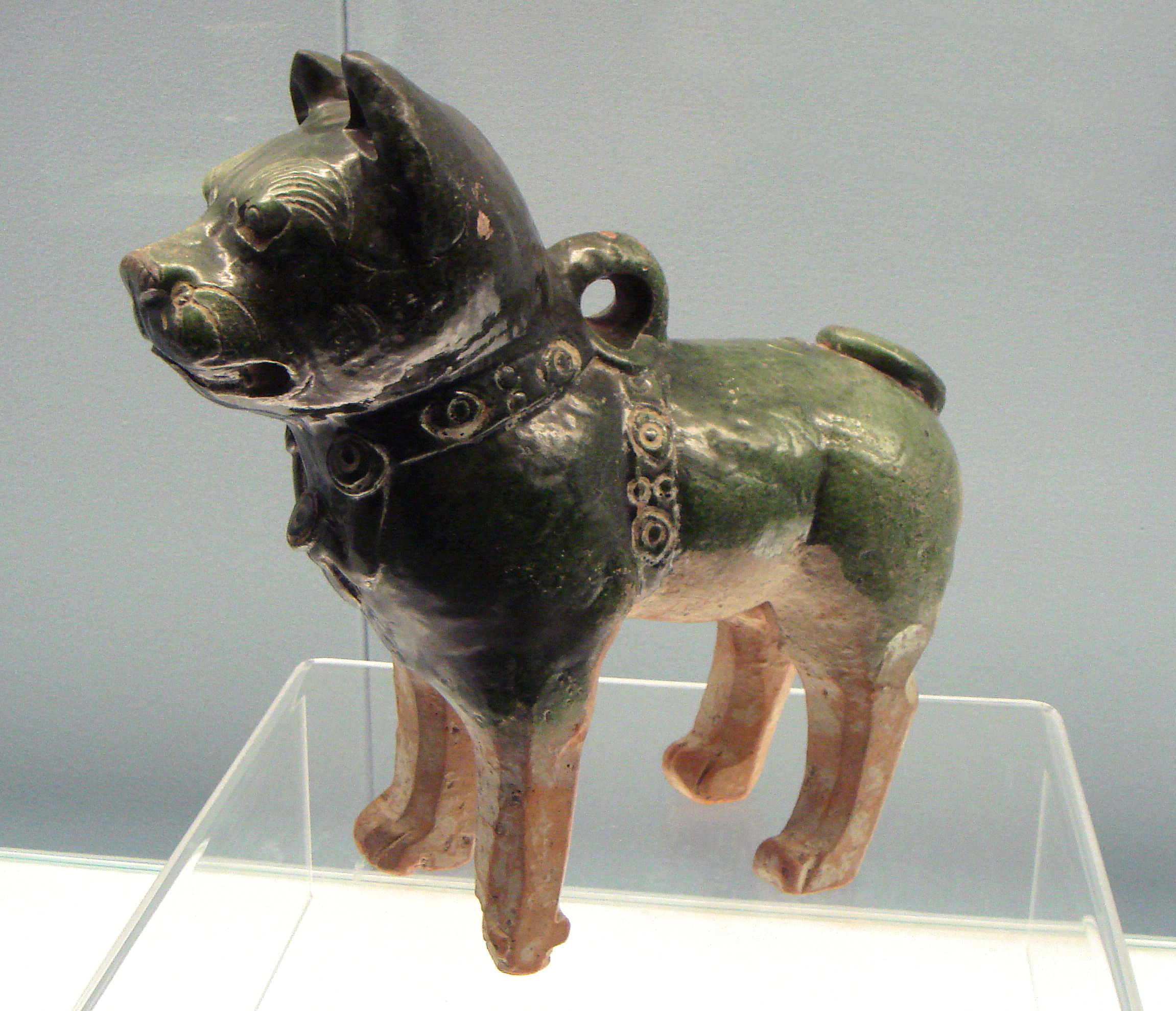
Figurka psa wykonana z pokrytej zielonym szkliwem ceramiki z czasów Wschodniej Dynastii Han (25-220 r. n.e.). Zbiory Muzeum Szanghajskiego

Ban Chao (zm. 102 n.e.) uzyskał pomoc Królestwa Kuszanów, zajmujących obszary dzisiejszych Indii, Pakistanu, Afganistanu i Tadżykistanu, w pokonaniu Kaszgaru i jego sojusznika Sogdiany. Gdy w 90 r. n.e. została odrzucona propozycja władcy Kuszanów Vima Kadphisesa (ok. 90-ok. 100 n.e.) przymierza połączonego z małżeństwem z księżniczką Han, wysłał on wojska przez Wachan (Afganistan), w celu zaatakowania Ban Chao. Konflikt zakończył się wycofaniem Kuszanów z powodu braków w zaopatrzeniu. W 91 r. n.e. został przywrócony urząd Protektora Generalnego Regionów Zachodnich i powierzono go Ban Chao.
Oprócz lennych relacji z Kuszanami cesarstwo Han otrzymywało dary od Królestwa Partów, od króla z obecnej Birmy, od władcy z Japonii i wysłało zakończone niepowodzeniem poselstwo do Daqin (Cesarstwa Rzymskiego) w 97 r. n.e. z Gan Yingiem jako posłem. W Księdze Późniejszych Hanów odnotowano, że w 166 r. n.e. na dwór cesarza Huana przybył poseł cesarza Marka Aureliusza (161-180 n.e.), chociaż Rafe de Crespigny ocenia, że jest bardziej prawdopodobne, że była to grupa rzymskich kupców. Do Chin w czasach Wschodniej Dynastii Han przybyli również mnisi buddyjscy, tacy jak An Shigao z Królestwa Partów i Lokakszema z Gandhary w Indiach, którzy przetłumaczyli na chiński teksty buddyjskie.

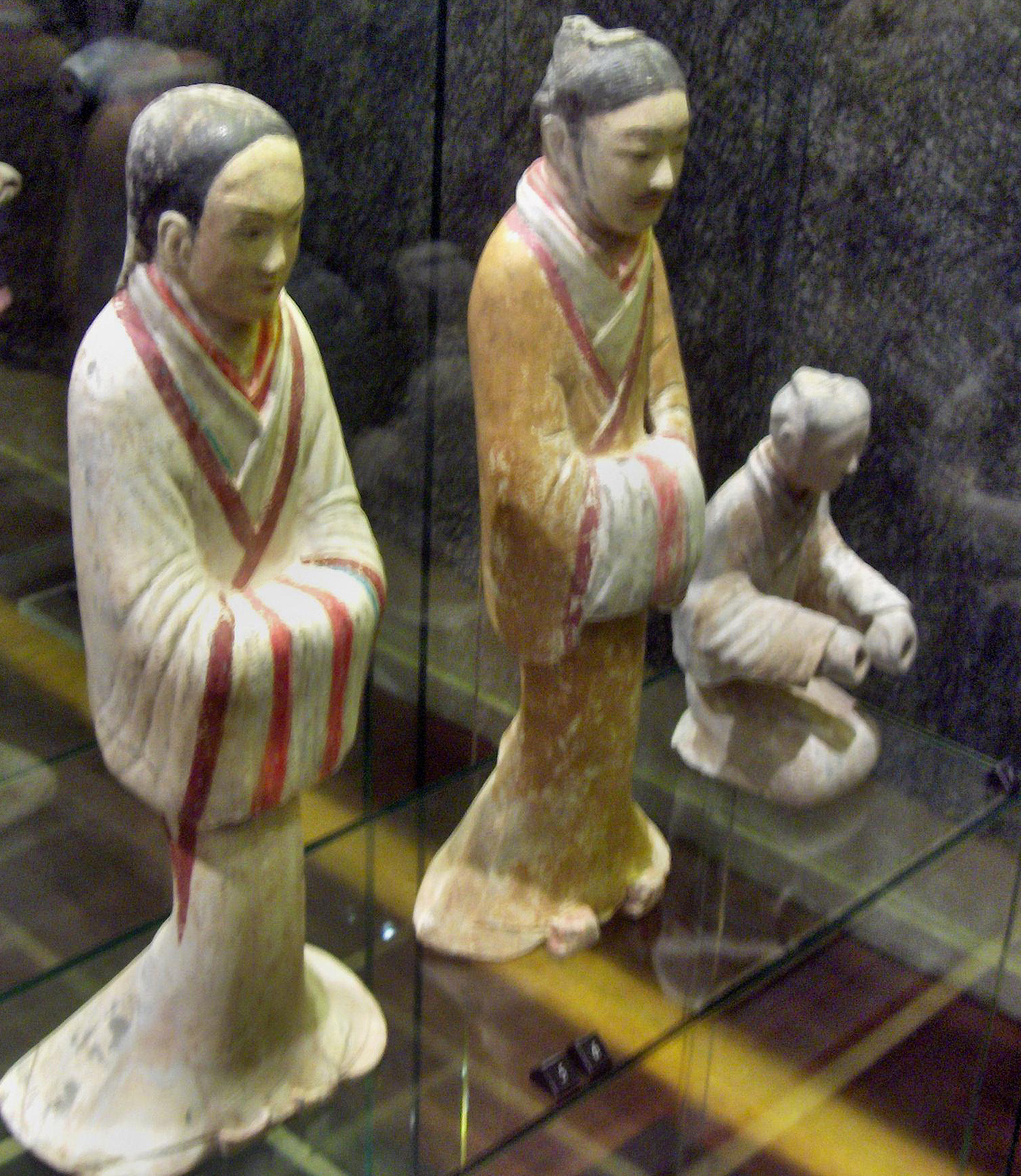
Ceramiczne figurki z czasów Wschodniej Dynastii Han, przedstawiające służącą i doradcę – ubranych w tradycyjne stroje chińskie z jedwabiu

### Eunuchowie a sprawy państwowe
Panowanie cesarza Zhanga (75-88 n.e.) jest uznawane za szczytowy okres świetności Wschodniej Dynastii Han. Za panowania kolejnych cesarzy coraz większy wpływ na politykę mieli pałacowi eunuchowie, angażujący się w brutalną walkę o władzę pomiędzy stronnictwami tworzonymi przez krewnych cesarzowych i cesarzowych wdów. W 92 r. n.e., z pomocą eunucha Zheng Zhonga (zm. 107 n.e.), cesarz He (88-106 n.e.) umieścił w areszcie domowym cesarzową wdowę Dou (zm. 97 n.e.), a jej krewnych pozbawił władzy. Był to odwet za prześladowanie krewnych jego matki – cesarzowej-małżonki Liang – i ukrywanie przed nim, że nie jest synem cesarzowej wdowy Dou. Po śmierci cesarza He, jego żona cesarzowa Deng Sui (zm. 121 n.e.) zarządzała sprawami państwa jako cesarzowa wdowa i regentka w czasie kryzysu finansowego i powstania ludu Qiang, które trwało od 107 do 118 r. n.e.
Po śmierci cesarzowej wdowy Deng Sui eunuchowie Li Run (李閏) i Jiang Jing (江京) przekonali cesarza An (106-125 n.e.), że Deng Sui i jej rodzina planowali usunięcie go z tronu. Cesarz An usunął ze stanowisk krewnych Deng Sui, wygnał ich lub zmusił do samobójstwa. Po śmierci cesarza An jego żona, cesarzowa wdowa Yan Ji (zm. 126 n.e.), umieściła na tronie dziecko: markiza Beixiang, żeby utrzymać władzę w rękach swojej rodziny. Jednak pałacowy eunuch Sun Cheng (zm. 132 n.e.) zaplanował przewrót pałacowy, w celu umieszczenia na tronie cesarza Shuna (125-144 n.e.). Yan Ji została umieszczona w areszcie domowym, jej krewni zostali wypędzeni lub zabici, a sprzyjający jej eunuchowie wymordowani. Regent Liang Ji (zm. 159 n.e.), brat cesarzowej wdowy Liang Na (zm. 150 n.e.), zabił szwagra cesarzowej-małżonki Deng Mengnü (zm. 165 n.e.), w odwecie za jej opór przeciwko jego władzy. Następnie cesarz Huan (146-168 n.e.) przy pomocy eunuchów zdymisjonował Liang Ji, który został później zmuszony do popełnienia samobójstwa.

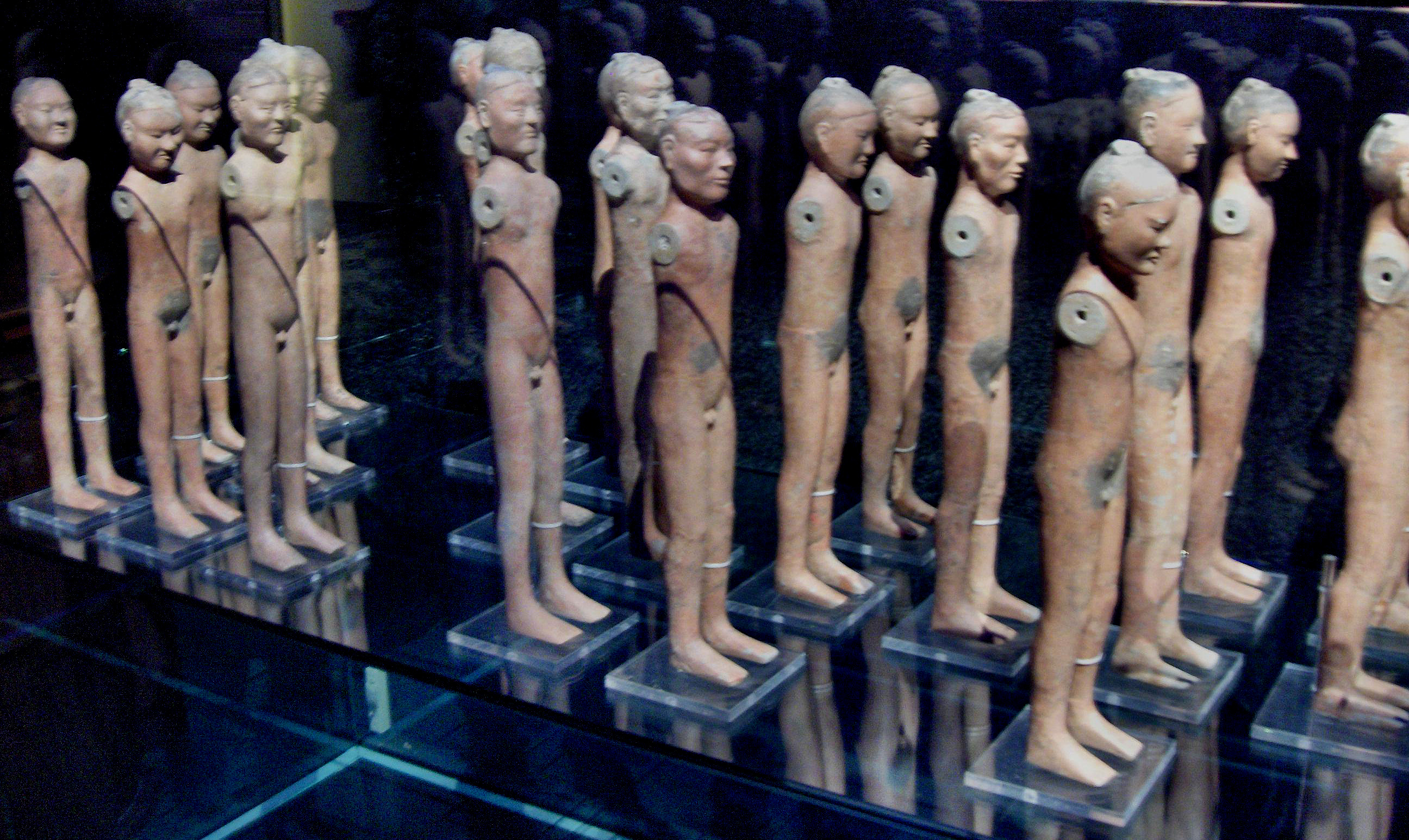
Ceramiczne figurki służących, pochodzące z grobowca z czasów Zachodniej Dynastii Han. Ich ręce z drewna i jedwabne stroje z upływem czasu uległy zniszczeniu.

Studenci Uniwersytetu Cesarskiego zorganizowali powszechne protesty przeciwko władzy eunuchów na dworze cesarza Huana. Huan w dalszym ciągu zrażał do siebie urzędników, inicjując imponujące projekty budowlane i przyjmując tysiące nałożnic do swojego haremu w czasie kryzysu ekonomicznego. Pałacowi eunuchowie uwięzili urzędnika Li Yinga (李膺) i jego zwolenników z Uniwersytetu Cesarskiego pod naciąganym zarzutem zdrady. W 167 r. n.e. Naczelny Dowódca Dou Wu (zm. 168 n.e.) przekonał swojego zięcia – cesarza Huana – do uwolnienia Li Yinga. Jednak cesarz zabronił zatrudniania Li Yinga i jego zwolenników w urzędach państwowych, zaczynając okres represji wobec konfucjanistów – konfucjanistów, studentów i absolwentów Uniwersytetu Cesarskiego.
Po śmierci cesarza Huana, Dou Wu i Główny Wychowawca Chen Fan (陳蕃) (zm. 168 n.e.) próbowali obalić eunuchów Hou Lana (zm. 172 n.e.), Cao Jie (zm. 181 n.e.) i Wang Fu (王甫). Gdy spisek został odkryty, eunuchowie aresztowali cesarzową wdowę Dou Miao (zm. 172 n.e.) i Chen Fana. Generał Zhang Huan (張奐) stanął po stronie eunuchów. Przy bramie pałacowej doszło do konfrontacji Zhan Huana i jego wojsk oraz Dou Wu i jego świty, podczas której każda ze stron krzycząc oskarżała drugą stronę o zdradę. Gdy świta Dou Wu zaczęła go stopniowo opuszczać, został on zmuszony do popełnienia samobójstwa.
Za panowania cesarza Linga (168-189 n.e.) pałacowi eunuchowie wznowili i rozszerzyli represje wobec konfucjanistów, podczas gdy sami zaczęli sprzedawać urzędy. Sprawy państwa zostały powierzone eunuchom Zhao Zhongowi (zm. 189 n.e.) i Zhang Rangowi (zm. 189 n.e.), podczas gdy cesarz Ling spędzał większość swojego czasu na zabawach z konkubinami i na paradach wojskowych.

### Upadek dynastii Han
Represje wobec konfucjanistów zostały odwołane w 184 r. n.e., po wybuchu Powstania Żółtych Turbanów i Powstania Pięciu Miar Ryżu. Było to spowodowane tym, że dwór cesarski nie chciał dalej antagonizować znacznej części klasy wyższej, która w przeciwnym razie mogłaby przyłączyć się do powstania. Zwolennicy Żółtych Turbanów i Pięciu Miar Ryżu należeli do dwóch różnych sekt taoistycznych, na czele których stali Zhang Jue (zm. 184 n.e.) i Zhang Lu (zm. 216 n.e.). Powstanie Zhang Lu, na terenach dzisiejszej północnej części prowincji Syczuan i południowej części prowincji Shaanxi, zostało stłumione dopiero w 215 r. n.e. Powstańcy Żółtych Turbanów, którzy wzniecili powstanie w ośmiu prowincjach cesarstwa, zostali pokonani w ciągu jednego roku, jednak w następnych dekadach wywoływali powstania o mniejszym zasięgu. Chociaż Żółte Turbany zostali pokonani, wielu generałów mianowanych podczas powstania nie rozwiązało swoich wojsk, lecz użyło ich do przejęcia władzy z rąk upadającej dynastii cesarskiej.

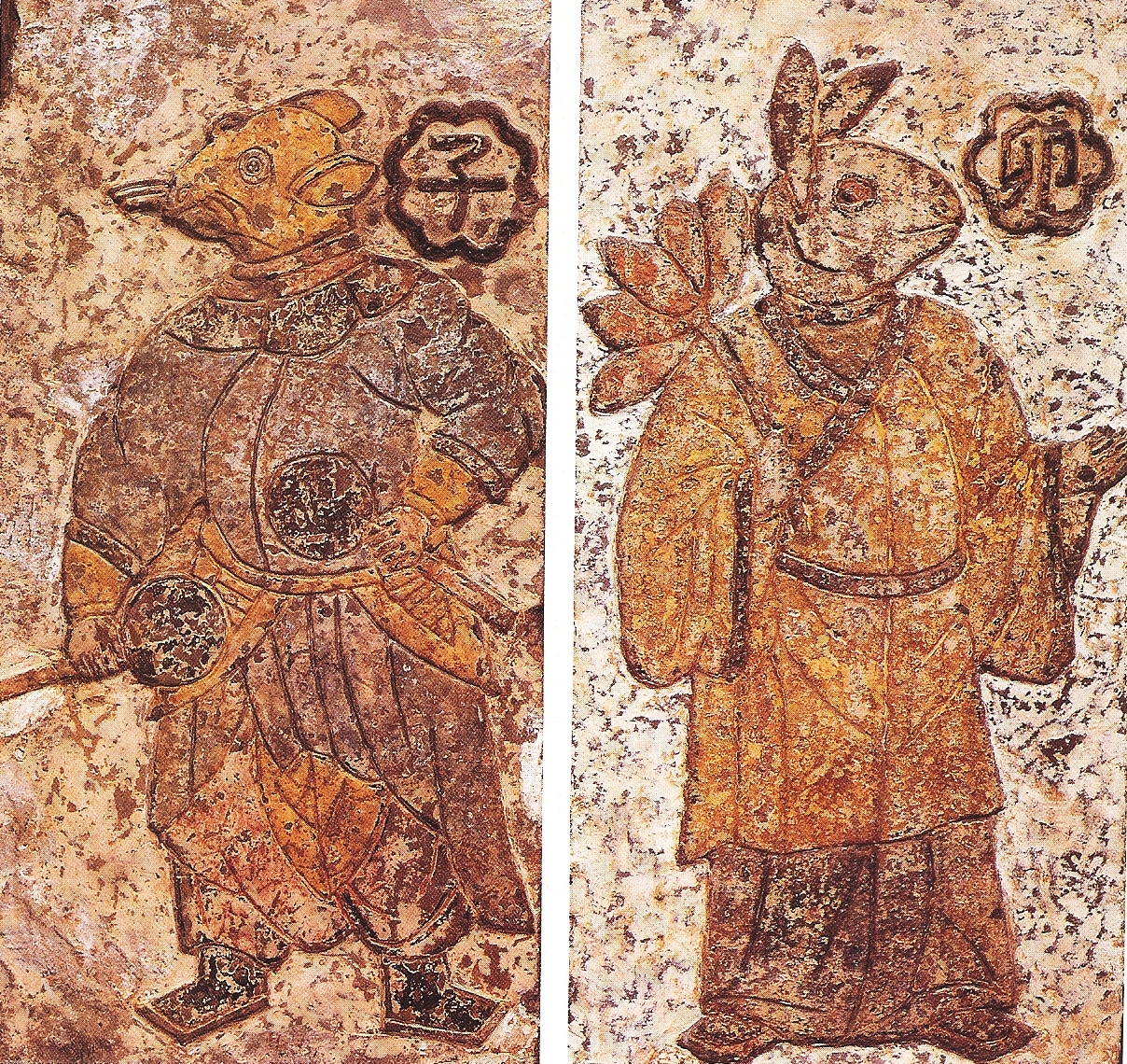
Animalistyczne duchy opiekuńcze dnia i nocy w tradycyjnych strojach chińskich, malowidło na płycie ceramicznej; wyobrażenie pół człowieka – pół zwierzęcia było popularne w sztuce i mitologii w okresie dynastii Han. Muzeum Narodowe Szkocji

Naczelny generał He Jin (zm. 189 n.e.), przyrodni brat cesarzowej He (zm. 189 n.e.), zawiązał spisek z Yuan Shao (zm. 202 n.e.) w celu obalenia pałacowych eunuchów, rozkazując kilku generałom marsz na obrzeża stolicy. Tam, w petycji do cesarzowej He, zażądali oni stracenia pałacowych eunuchów. Po okresie wahania cesarzowa zgodziła się. Kiedy eunuchowie dowiedzieli się o tym, nakłonili jej brata He Miao do odwołania rozkazu. Eunuchowie zamordowali He Jina 22 września 189 r. n.e. Wtedy Yuan Shao zaczął oblężenie Północnego Pałacu w Luoyangu, a jego brat Yuan Shu (zm. 199 n.e.) Południowego Pałacu. 25 września oba pałace zostały zdobyte i zostało zabitych około dwóch tysięcy pałacowych eunuchów. Zhang Rang zdołał uciec z cesarzem Shao (189 n.e., zm. 190 n.e.) i jego bratem Liu Xie, przyszłym cesarzem Xian (189-220 n.e.). Ścigany przez braci Yuan, Zhang Rang popełnił samobójstwo skacząc do Żółtej Rzeki.
Generał Dong Zhuo (zm. 192 n.e.) odnalazł młodego cesarza i jego brata, gdy błąkali się po okolicy. Eskortował ich bezpiecznie z powrotem do stolicy, został mianowany Ministrem Prac Publicznych, przejął kontrolę nad stolicą i zmusił do ucieczki Yuan Shao. Po tym jak Dong Zhuo zdetronizował cesarza Shao i umieścił na tronie jego brata Liu Xie jako cesarza Xian, Yuan Shao zmontował koalicję byłych urzędników i oficerów przeciwko Dong Zhuo, który w następstwie tego spalił Luoyang i przeniósł dwór do Chang’anu w maju 191 r. n.e. Dong Zhuo otruł również byłego cesarza Shao.
W wyniku spisku zawiązanego przez Wang Yuna (zm. 192 n.e.), Dong Zhuo został zamordowany przez adoptowanego syna Lü Bu (zm. 198 n.e.). Cesarz Xian uciekł z Chang’anu w 195 r. n.e. do ruin Luoyangu. Cao Cao (155-220 n.e.) – wówczas gubernator prowincji Yan (obejmującej zachodnią część obecnego Szantungu i wschodnią część Henanu) – w 196 r. n.e. przekonał cesarza do przeniesienia stolicy do Xuchangu.
Yuan Shao rywalizował z Cao Cao o kontrolę nad cesarzem. Po zwycięstwie Cao Cao w bitwie pod Guandu w 200 r. n.e., władza Yuan Shao uległa znacznemu zmniejszeniu. Po śmierci Yuan Shao, Cao Cao zabił syna Yuan Shao Yuan Tana (173-205 n.e.), który walczył przeciwko swoim braciom o rodzinne dziedzictwo. Jego bracia Yuan Shang i Yuan Xi zostali zabici w 207 r. n.e. przez Gongsun Kanga (zm. 221 n.e.), który wysłał ich głowy do Cao Cao.
Po przegranej Cao Cao w bitwie o Czerwone Klify w 208 r. n.e., Chiny zostały podzielone na trzy strefy wpływów: z Cao Cao na północy, Sun Quanem (182-252 n.e.) na południu i Liu Beiem (161-223 n.e.) na zachodzie. Cao Cao zmarł w marcu 220 r. n.e. W grudniu tego roku jego syn Cao Pi (187-226 n.e.) zmusił do abdykacji na swoją rzecz cesarza Xiana i jest znany pod imieniem pośmiertnym jako Wen, władca Wei. To wydarzenie oznaczało formalne zakończenie rządów dynastii Han i początek konfliktu między trzema państwami: Wei, Wu i Shu Han, znanego jako Epoka Trzech Królestw.

## Kultura i społeczeństwo

### Klasy społeczne
W hierarchicznym porządku społecznym, cesarz stał na szczycie piramidy społecznej oraz na czele rządu. Ponieważ cesarz był często małoletni, rządził wówczas poprzez regenta, którym była cesarzowa wdowa lub jeden z jej męskich krewnych. Tuż poniżej cesarza w hierarchii społecznej byli umiejscowieni królowie, którzy należeli do tej samej co cesarz rodziny: Liu. Reszta społeczeństwa, w tym szlachta i zwykli ludzie, z wyjątkiem niewolników należeli do jednej z 20 rang (ershi gongcheng 二十公乘).
Każda kolejna ranga dawała jej posiadaczowi wyższe dochody i przywileje prawne. Najwyższej randze – pełnego markiza – towarzyszyła dożywotnia państwowa pensja i lenno. Posiadacze następnej rangi – zwykłego markiza – otrzymywali dożywotnią państwową pensję, ale nie otrzymywali lenna. Urzędnicy, którzy pracowali w administracji, należeli do szerszej klasy społecznej i sytuowali się pod względem prestiżu zaraz za szlachtą. Najwyżsi urzędnicy państwowi mogli mieć nadany tytuł markiza. Już w czasach Wschodniej Dynastii Han, lokalne elity składające się z niezależnych naukowców, nauczycieli, studentów i urzędników państwowych, zaczęły uważać się za członków szerszej klasy społecznej – gentry, która podzielała ten sam system wartości i była związana z głównym nurtem konfucjanizmu. Kiedy administracja stała się w znacznym stopniu skorumpowana w połowie rządów Wschodniej Dynastii Han, wielu członków gentry uważało nawet za bardziej ważne utrzymanie podbudowanych moralnie relacji osobistych niż służbę w administracji.
Rolnik, a w szczególności posiadacz własnego gospodarstwa rolnego, miał w hierarchii społecznej następną rangę za uczonymi i urzędnikami. Inne osoby uprawiające rolę miały niższy status: dzierżawcy, robotnicy rolni i w sporadycznych przypadkach niewolnicy. Status prawny i socjalno-ekonomiczny rzemieślników mieścił się pomiędzy rolnikami – właścicielami gospodarstw a handlarzami (kupcami). Zarejestrowani przez państwo handlarze (kupcy), którzy byli zmuszeni przez prawo do noszenia białych ubrań i płacenia wyższych podatków, byli uważani przez gentry za pasożyty społeczne o godnym pogardzie statusie. To byli najczęściej drobni sklepikarze handlujący na targowiskach miejskich; kupcy tacy jak przemysłowcy i wędrowni handlarze pracujący w różnych miastach, mogli uniknąć rejestracji i byli często bogatsi i bardziej wpływowi niż zdecydowana większość urzędników. Bogaci właściciele ziemscy, zarówno szlachta, jak i urzędnicy, często utrzymywali służbę, która wykonywała wartościowe prace i obowiązki, czasami związane ze zwalczaniem bandytów lub walką zbrojną. W przeciwieństwie do niewolników, służba miała swobodę przychodzenia i odchodzenia ze służby swojego pana. Lekarze, hodowcy świń i rzeźnicy mieli dość wysoki status społeczny, podczas gdy wróżbici, biegacze i posłańcy, niski.

### Małżeństwo, płeć i pokrewieństwo
W czasach dynastii Han rodzina miała charakter patrylinearny i zazwyczaj składała się z 4 do 5 osób (najczęściej rodziców i dzieci) mieszkających w jednym gospodarstwie domowym. Rodziny wielopokoleniowe nie zamieszkiwały w tym samym domu, w przeciwieństwie do rodzin z czasów późniejszych dynastii. Zgodnie z konfucjańskimi normami obyczajowymi, między poszczególnymi członkami rodziny istniały różne poziomy wzajemnego szacunku i intymności. Na przykład był inny okres żałoby po śmierci ojca, a inny po śmierci stryja. Małżeństwo aranżowane było normą, przy czym wpływ ojca na dzieci uważano za bardziej istotny niż matki. Małżeństwo monogamiczne było również normą, chociaż szlachtę i wyższych urzędników było stać na utrzymanie konkubin jako dodatkowych kochanek. Pod pewnymi warunkami określonymi przez zwyczaje, nie przez prawo, zarówno mężczyźni jak i kobiety mogli się rozwieść i ponownie wstąpić w związek małżeński.
Z wyjątkiem dziedziczenia tytułów szlacheckich lub rang, zasady dziedziczenia nie zakładały primogenitury; każdy z synów otrzymywał równy udział w rodzinnym majątku. Ponieważ żonaci synowie odchodzili od ojca wraz z częścią rodzinnego majątku (inaczej niż w późniejszych czasach), synowie nie zawsze otrzymywali spadek po śmierci ojca. Córki nie dziedziczyły formalnie po ojcu, chociaż otrzymywały część rodzinnego majątku w formie posagu.
Od kobiet wymagano posłuszeństwa wobec ojca, potem męża i w końcu dorosłego syna, gdy były w podeszłym wieku. Jednak wiemy z ówczesnych źródeł, że było wiele odstępstw od tej reguły, szczególnie w odniesieniu do matek i ich synów oraz cesarzowych, które rozkazywały i otwarcie upokarzały swoich ojców i braci. Kobiety nie podlegały obowiązkowi bezpłatnej pracy przymusowej na rzecz państwa, ale często zajmowały się zarabianiem na utrzymanie domu, poza wypełnianiem obowiązków domowych takich jak gotowanie i sprzątanie.
Kobiety najczęściej wytwarzały odzież dla rodziny, na sprzedaż na rynku lub dla wielkich zakładów włókienniczych, które zatrudniały setki kobiet. Inne kobiety pomagały braciom w prowadzeniu gospodarstw rolnych lub zostawały śpiewaczkami, tancerkami, wróżbiarkami, lekarkami i kupcami, które mogły sobie pozwolić na własne ubrania jedwabne. Niektóre kobiety tworzyły wspólnoty tkackie, które łączyły zasoby kilku różnych rodzin.

### Edukacja, literatura i filozofia

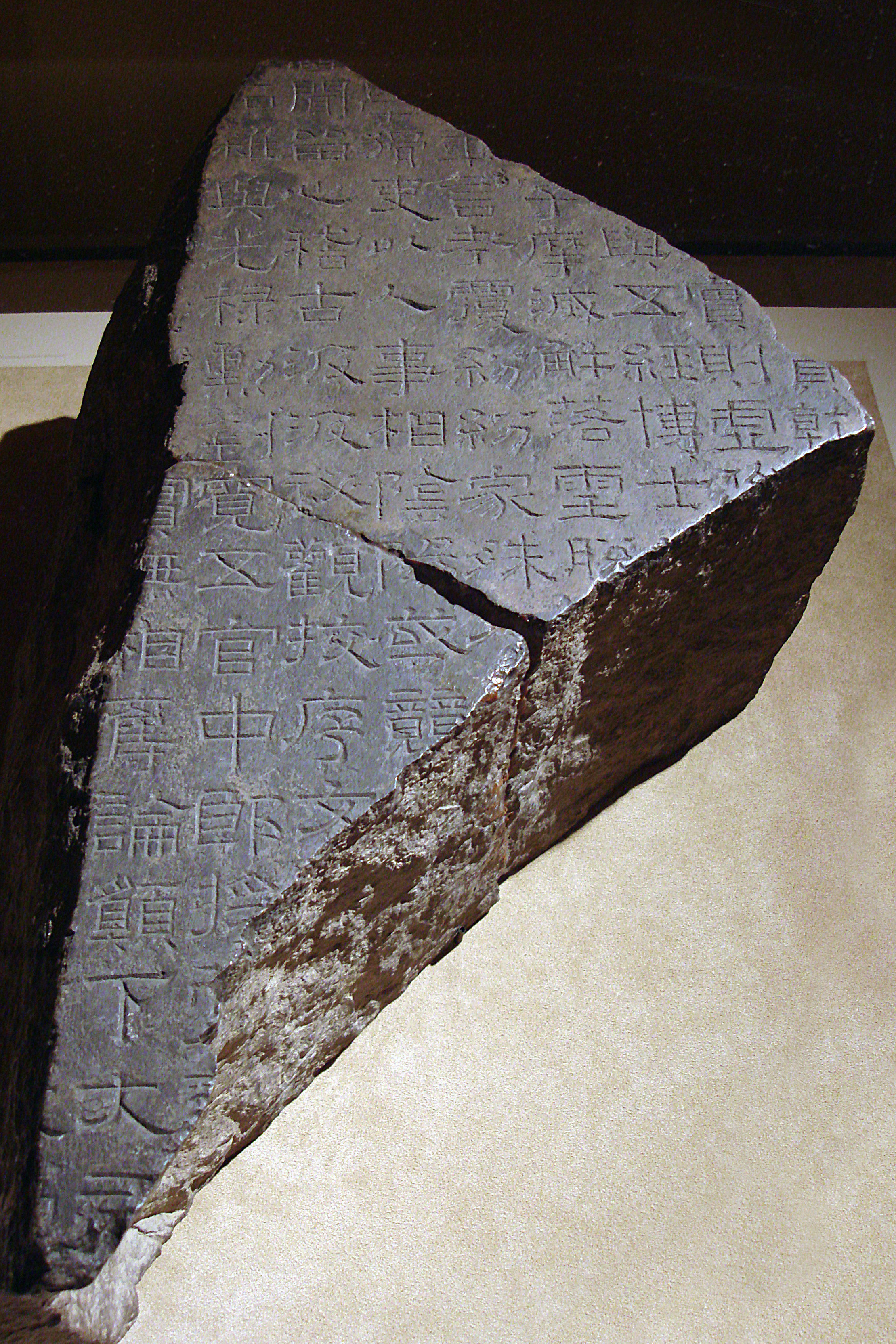
Fragment 'Kamiennego Pięcioksięgu konfucjańskiego' (熹平石經); ten wykuty w kamieniu Pięcioksiąg konfucjański, umieszczony za panowania cesarza Linga wzdłuż drogi do Uniwersytetu Cesarskiego (niedaleko Luoyang), został wykonany z inicjatywy Cai Yonga (132-192 n.e.), który obawiał się, że Pięcioksiąg konfucjański znajdujący się w bibliotece cesarskiej może zostać zniekształcony przez jego komentatorów i badaczy.

W początkach rządów Zachodniej Dynastii Han na dworze akceptowano przy podejmowaniu decyzji i kształtowaniu polityki państwowej, filozoficzne nauczanie szkół legizmu, taoizmu szkoły Huang-Lao i konfucjanizmu. Jednak od panowania cesarza Wu, dwór cesarski popierał wyłącznie konfucjanizm. W 136 r. p.n.e. zlikwidował on wszystkie katedry akademickie i zwolnił uczonych (boshi 博士) nie zajmujących się pięcioksięgiem konfucjańskim i zachęcał kandydatów na urzędy do zdobywania wykształcenia konfucjańskiego na powołanym w 124 r. p.n.e. Uniwersytecie Cesarskim. W przeciwieństwie do pierwotnych nauk głoszonych przez Konfucjusza (551-479 p.n.e.), konfucjanizm epoki Han za panowania cesarza Wu był systemem stworzonym przez Dong Zhongshu (179-104 p.n.e.). Dong Zhongshu był uczonym i urzędnikiem, który połączył konfucjańską etykę z kosmologią pięciu elementów i oddziaływaniem yin i yang. W interesie władcy, synteza Dong Zhongshu uzasadniała cesarski system rządów naturalnym porządkiem wszechświata. Znaczenie Uniwersytetu Cesarskiego wzrosło, gdy liczba jego studentów zwiększyła się do ponad 30 tys. pod koniec II w. n.e. Wykształcenie opierające się na filozofii konfucjanizmu było także dostępne na poziomie komanderii i w szkołach prywatnych w mniejszych miejscowościach, gdzie nauczyciele osiągali znaczne dochody z czesnego.
W tym okresie powstało kilka ważnych dzieł dla rozwoju piśmiennictwa chińskiego. Dzieła filozoficzne Yang Xionga (53 p.n.e.-8 n.e.), Huan Tana (43 p.n.e.-28 n.e.), Wang Chonga (27-100 n.e.) i Wang Fu (78-163 n.e.) zadawały pytanie, czy człowiek jest z natury dobry czy zły i stawiały wyzwanie dla naturalnego porządku Dong Zhongshu. Zapiski historyka Sima Tana (zm. 110 p.n.e.) i jego syna Sima Qiana (145-86 p.n.e.) stanowiły wzór dla następnych dzieł historycznych cesarskich Chin, jak np. Księgi Hanów autorstwa Ban Biao (3-54 n.e.), jego syna Ban Gu (32-92 n.e.) i córki Ban Zhao (45-116 n.e.). Powstały słowniki jak np. Shuowen Jiezi Xu Shena (ok. 58-ok. 147 n.e.) i Fangyan Yang Xionga. Zostały napisane biografie ważnych postaci. Poezja i poematy opisowe Fu były popularnymi formami literackimi wśród szlachty i uczonych.

### Prawo i porządek publiczny
Uczeni z epoki Han, tacy jak Jia Yi (201-169 p.n.e.) przedstawiali poprzednią dynastię Qin jako brutalny reżim. Jednak odkrycia archeologiczne z Zhangjiashan i Shuihudi ujawniły, że wiele przepisów z kodeksu prawnego z czasów dynastii Han – opracowanego przez kanclerza Xiao He (zm. 193 p.n.e.) – pochodziło z czasów dynastii Qin.
Przypadki gwałtu, przemocy fizycznej i morderstwa były ścigane na drodze sądowej. Kobiety, chociaż zwyczajowo posiadały zazwyczaj mniej praw, mogły występować przeciwko mężczyznom w sprawach cywilnych i karnych. Chociaż podejrzanych aresztowano i więziono, przestępców nigdy nie skazywano na karę więzienia. Jako kary zasądzano zwykle kary pieniężne, okresy ciężkich robót i śmierć przez ścięcie. Kary tortur i okaleczeń z wczesnego okresu panowania dynastii Han zapożyczono z praw dynastii Qin. W szeregu reform zmieniono kary okaleczenia na mniej srogą karę chłosty.
Sprawowanie sądów było jednym z wielu obowiązków zarządców powiatów i administratorów komanderii. Skomplikowane, głośne i nierozwiązane sprawy były często przekazywane do osądzenia przez ministra sprawiedliwości, a nawet samego cesarza. W czasach dynastii Han każdy powiat składał się z kilku dystryktów, z których każdy był nadzorowany przez szefa policji. Porządek w miastach był utrzymywany przez urzędników państwowych na targowiskach i posterunkowych w poszczególnych dzielnicach.

### Kuchnia chińska

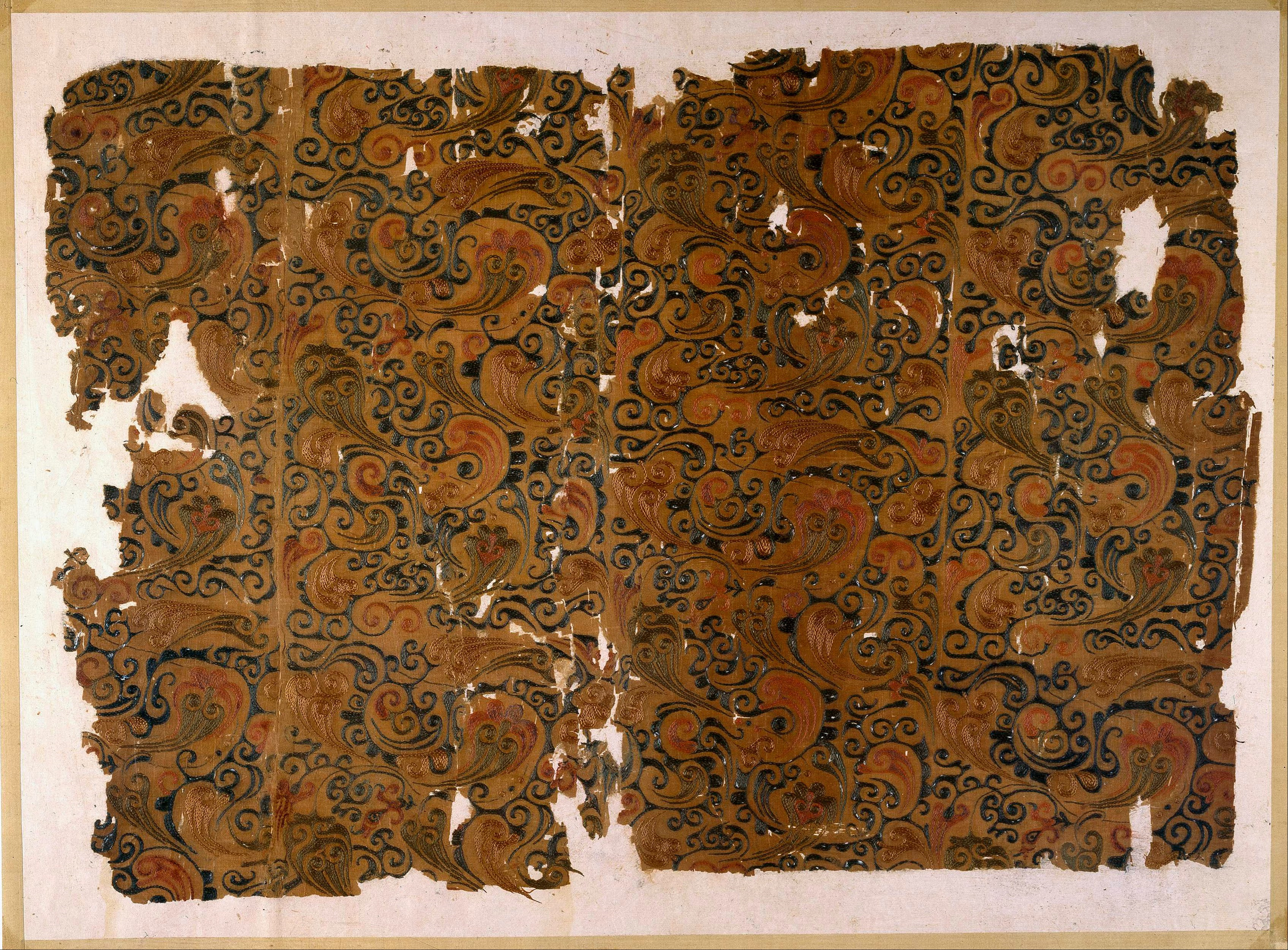
Haftowana tkanina z jedwabiu z motywem "długowieczności" (chang shou) z pierwszego grobu z Mawangdui. Muzeum Prowincji Hunan

Najczęściej spożywane w czasach dynastii Han były zboża: pszenica, jęczmień, proso włoskie, proso zwyczajne i ryż oraz fasola. Do powszechnie spożywanych owoców i warzyw należały: kasztany, gruszki, śliwki, brzoskwinie, melony zimowe, arbuzy, ogórki, melony, morele, truskawki, owoce jujuba, kalebasa, pędy bambusa, gorczyca i taro. Chińczycy jedli również mięso udomowionych zwierząt, takich jak: kury, kaczki, gęsi, krowy, owce, świnie, wielbłądy i psy (niektóre rasy były hodowane specjalnie do celów spożywczych, podczas gdy większość służyła jako zwierzęta domowe). W rzekach i jeziorach łowiono ryby i żółwie. Zwykle jedzono też mięso upolowanych zwierząt takich jak: sowy, bażanty, sroki, jelenie i bambusówki chińskie. Do przyprawiania potraw używano cukru, miodu, soli i sosu sojowego. Pito regularnie piwo i wino.

### Odzież
W okresie dynastii Han rodzaj noszonej odzieży i używanych materiałów, zależał od pozycji społecznej. Ludzie bogaci mogli sobie pozwolić na szaty z jedwabiu (hanfu), jak również jedwabne spódnice, skarpety i rękawiczki, płaszcze ze skór lisich lub borsuczych, kacze pióra oraz pantofle ozdabiane skórą i perłami, z jedwabną wyściółką. Chłopi przeważnie nosili odzież wykonaną z konopi, wełny lub skór małych zwierząt futerkowych.

### Religia, kosmologia i metafizyka

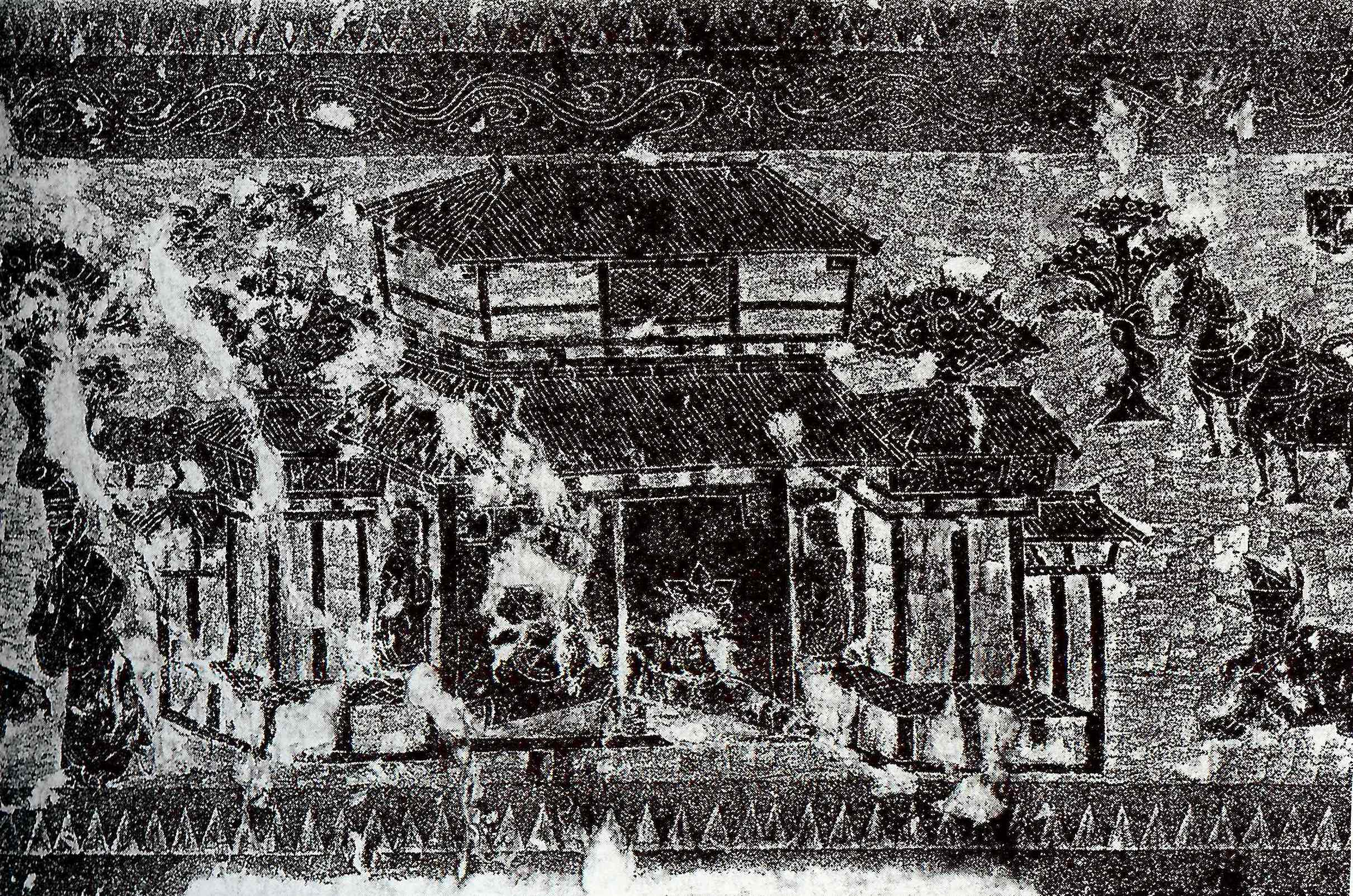
Odwzorowanie kamiennej płaskorzeźby z czasów dynastii Han przedstawiającej salę kultu przodków (citang 祠堂).

W czasach dynastii Han rodziny składały w świątyniach i sanktuariach ofiary rytualne bóstwom, duchom i przodkom, wierząc, że mogą być one wykorzystane w zaświatach. Wierzono, że każda osoba ma dwie dusze: duszę niebiańską (hun 魂), która wędruje po śmierci do raju (xian) i duszę ziemską (po 魄), która pozostaje w grobie lub grobowcu wraz z ciałem i może łączyć się z duszą niebiańską poprzez rytualne ceremonie. Grobowce były zazwyczaj ozdobione wspaniale zdobionymi, wydrążonymi w środku cegłami. Znane również jako płaskorzeźbione cegły grobowe, miały otwory na górze i dole, co pozwalało na ich łączenie. Tego typu płyty zostały znalezione w rejonie Chengdu, prowincja Syczuan.

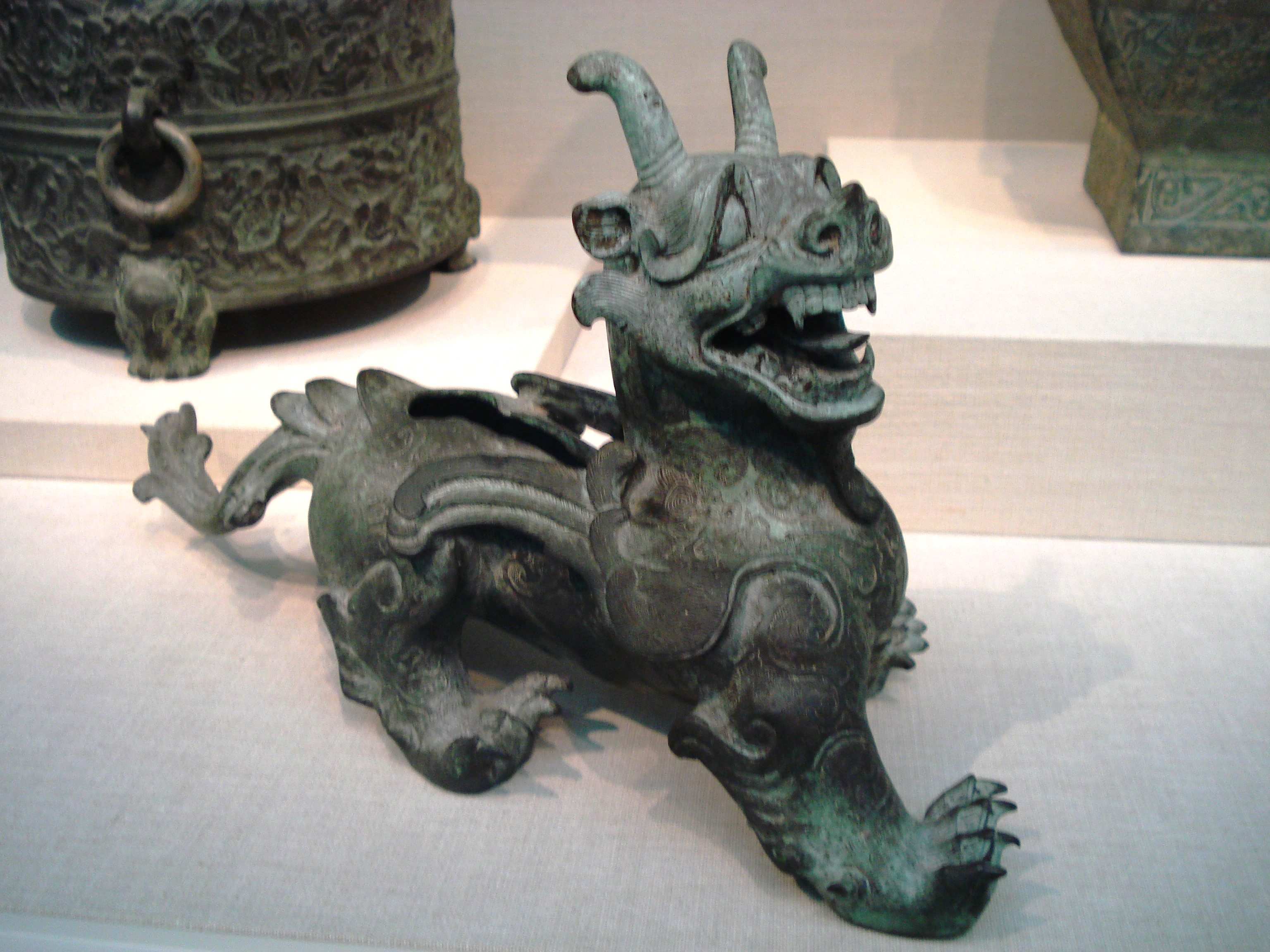
Wykonana z brązu statuetka mitycznej chimery (qilin), I w. n.e. Freer and Sackler Galleries

Oprócz wielu innych ról, cesarz działał jako najwyższy kapłan na ziemi, który składał ofiary Niebu, głównym bóstwom znanym jako Trzech Dostojnych i Pięciu Cesarzy i duchom opiekuńczym gór i rzek (shen 神). Wierzono, że trzy królestwa Ziemi, Nieba i Ludzi były połączone w naturalnym cyklu yin i yang i pięciu elementów. Jeżeli cesarz nie przestrzegał właściwych rytuałów, nie postępował moralnie i obyczajnie, mógł zakłócić równowagę tych kosmologicznych cykli i spowodować nadejście klęsk takich jak trzęsienia ziemi, powodzie, susze, epidemie i plagi szarańczy.
Wierzono, że można osiągnąć nieśmiertelność, jeżeli zdoła się dotrzeć do krainy Królowej Matki Zachodu lub Penglai. Taoiści epoki Han łączyli się w małe grupy pustelników, którzy usiłowali osiągnąć nieśmiertelność poprzez ćwiczenia oddechowe, techniki seksualne i stosowanie eliksirów życia. Do II w. n.e. taoiści utworzyli duże hierarchiczne związki wyznaniowe, takie jak Droga Pięciu Miar Ryżu. Jej wyznawcy wierzyli, że mędrzec-filozof Laozi (VI w. p.n.e.) był świętym prorokiem, który oferował zbawienie i dobre zdrowie, jeżeli pobożny wyznawca wyznał swoje grzechy, przestał czcić fałszywych bogów, którzy akceptują ofiary ze zwierząt i ludzi oraz recytował fragmenty Księgi Drogi i Cnoty.
Buddyzm pojawił się w Chinach za panowania Wschodniej Dynastii Han i jest po raz pierwszy wzmiankowany w 65 r. n.e.. Liu Ying (zm. 71 r. n.e.), przyrodni brat cesarza Minga (pan. 57-75 n.e.), był jednym z pierwszych jego wyznawców w Chinach, chociaż chiński buddyzm w tym momencie był blisko związany z taoizmem Huang-Lao. Pierwszą świątynią buddyjską w Chinach była Świątynia Białego Konia, wzniesiona z rozkazu cesarza Minga. W II w. n.e. zostały przetłumaczone na język chiński ważne pozycje kanonu buddyjskiego, w tym Sutra w 42 częściach,  Sutra wielkiej mądrości prowadzącej na drugi brzeg, Sutra Śurangama i Sutra o samādhi stojącego twarzą w twarz ze wszystkimi buddami.

## Administracja i ustrój polityczny

### Władze centralne
Za czasów dynastii Han cesarz był najwyższym sędzią i prawodawcą, głównodowodzącym sił zbrojnych oraz jedyną osobą decydującą o nominacjach na stanowiska w administracji centralnej i lokalnej; tych na których zarobki wynosiły co najmniej 600-dan. Teoretycznie nie było żadnych ograniczeń dla jego władzy. Jednak mające odmienne interesy organy państwa i instytucje takie jak narady dworu (tingyi 廷議) – na które zwoływano ministrów, aby osiągnąć konsensus w danej kwestii – wywierały presję na cesarza, by akceptował rady swoich ministrów przy podejmowaniu decyzji. Jeżeli cesarz odrzucił konsensus osiągnięty na naradzie dworu, ryzykował zrażenie do siebie swoich ministrów. Pomimo to, cesarze czasami odrzucali konsensus osiągnięty na naradach dworu.
Poniżej cesarza w hierarchii znajdowali się jego najbliżsi doradcy, znani jako Trzej Ministrowie-Radcy Państwa (pinyin sāngōng). Byli to: Kanclerz/Minister-szef administracji, Radca Cesarski/Minister prac publicznych i Wielki komendant/Wielki marszałek.
Kanclerz (pinyin zǎixiàng lub pinyin chéngxiàng), którego tytuł został zmieniony na „Ministra-szefa administracji” (pinyin sītú) w 8 r. p.n.e., był odpowiedzialny głównie za przygotowanie budżetu państwa. Do innych obowiązków kanclerza należało zarządzanie rejestrami ziemi i ludzi, przewodniczenie naradom dworu, rozsądzanie sporów sądowych i rekomendacja urzędników na wysokie stanowiska. Mógł mianować urzędników o zarobkach poniżej 600-dan.
Głównym obowiązkiem Doradcy Cesarskiego (pinyin yùshǐ-dàfū) było prowadzenie postępowań dyscyplinarnych wobec urzędników. Zakres jego obowiązków częściowo pokrywał się z obowiązkami kanclerza, np. otrzymywał roczne raporty urzędników z poszczególnych prowincji. Jednak, gdy nazwa stanowiska zmieniła się na „Ministra robót publicznych” w 8 r. p.n.e. (pinyin sīkōng), jego podstawowym obowiązkiem stał się nadzór nad realizacją projektów robót publicznych.
Wielki komendant (pinyin tàiwèi), którego tytuł uległ zmianie na Wielkiego marszałka (pinyin sīmǎ) w 119 r. p.n.e., a następnie powrócono do poprzedniej nazwy Wielkiego komendanta w 51 r. n.e., był nieregularnie powoływanym dowódcą wojska, a później regentem w okresie Zachodniej Dynastii Han. W okresie Wschodniej Dynastii Han był głównie urzędnikiem cywilnym, który dzielił wiele obowiązków z pozostałymi ministrami-radcami państwa.

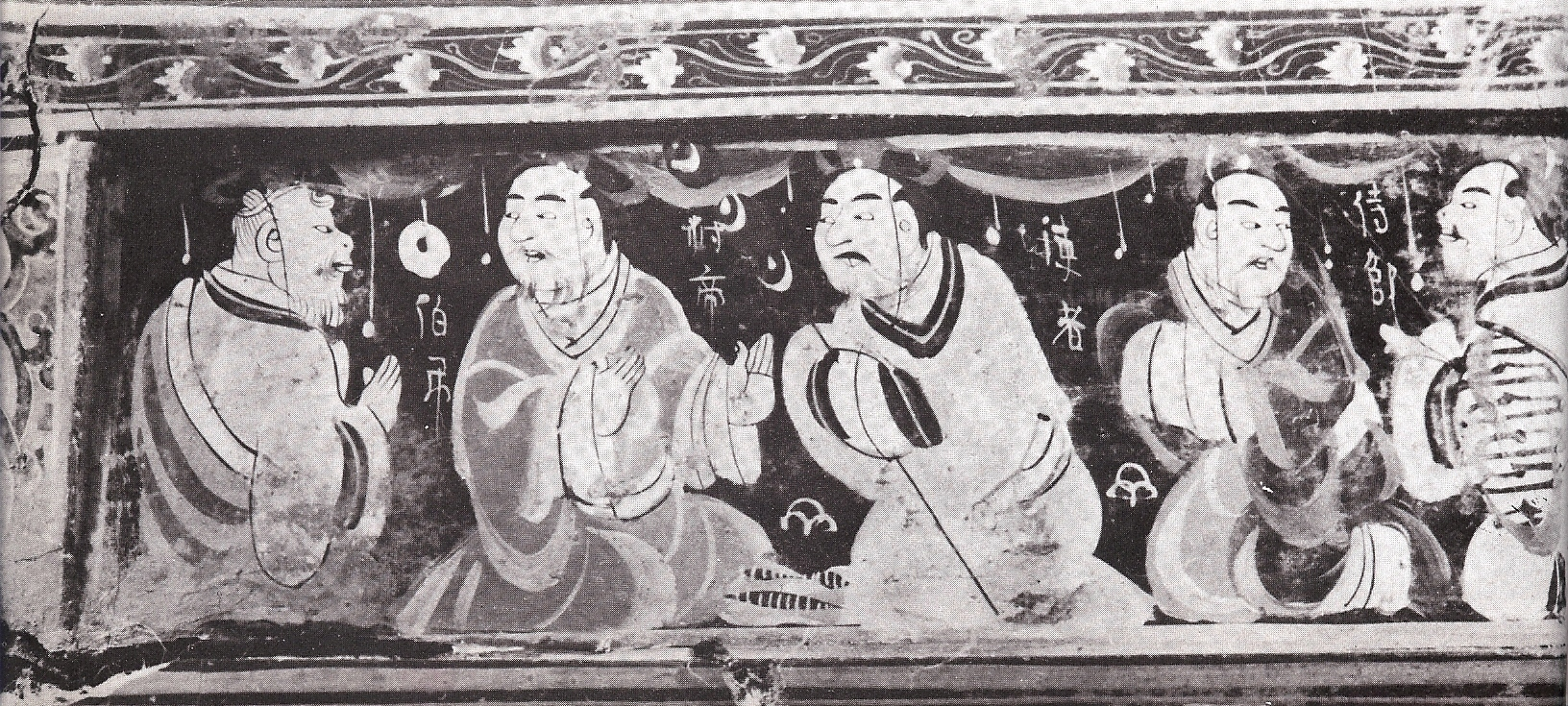
Scena rodzajowa: Historyczne wzorce nabożności synowskiej rozmawiające ze sobą. Chińska malowana grafika na plecionym koszyku pokrytym laką, z grobowca z czasów Wschodniej Dynastii Han (była chińska komanderia Lelang, w obecnej Korei Północnej). Koreańskie Muzeum Narodowe

O jedną rangę niżej niż trzech ministrów-radców państwa znajdowało się Dziewięciu Ministrów, z których każdy nadzorował oddzielne ministerstwo. Minister Ceremonii (Taichang 太常) był głównym urzędnikiem zajmującym się obrzędami religijnymi, przestrzeganiem rytuałów, modłami oraz utrzymaniem świątyń i ołtarzy przodków. Minister Spraw Wewnętrznych (Guangluxun 光祿勳) zajmował się bezpieczeństwem cesarza na terenie pałacowym, w parkach cesarskich i wszędzie tam, gdzie cesarz udawał się rydwanem. Minister Straży (Weiwei 衛尉) był odpowiedzialny za zabezpieczenie i patrolowanie murów, wież i bram pałaców cesarskich. Minister Koniuszy (Taipu 太僕) był odpowiedzialny za utrzymanie cesarskich stajni i koni, powozów i wozowni dla cesarza i jego świty, jak również za dostawy koni dla wojska. Minister Sprawiedliwości (Tingwei 廷尉) był głównym urzędnikiem odpowiedzialnym za egzekwowanie, wymierzanie i interpretowanie prawa. Minister Herald (Dahonglu 大鴻臚) zajmował się przyjmowaniem na dworze cesarskim znaczących gości, jak np. szlachty i zagranicznych ambasadorów. Minister Rodziny Cesarskiej (Zongzheng 宗正) nadzorował relacje dworu cesarskiego z arystokracją i dalszą rodziną cesarską, jak np. przyznawanie lenn i tytułów. Minister Finansów (Da sinong 大司農) był skarbnikiem dla urzędników i sił zbrojnych, który nadzorował wpływy podatkowe i ustanawiał standardy dla jednostek miar. Minister Steward (Shaofu 少府) służył wyłącznie cesarzowi, dostarczając mu rozrywek i zabaw, odpowiedniego jedzenia i ubrań, lekarstw i służby domowej, kosztowności i wyposażenia.

### Władze lokalne

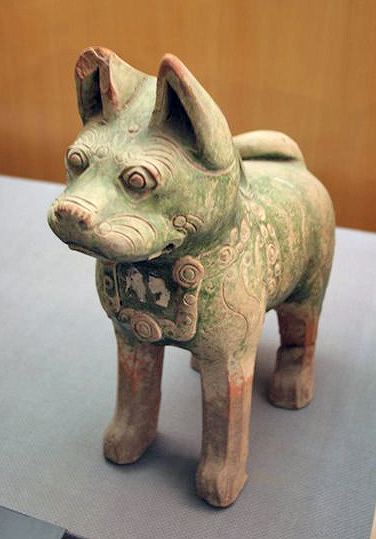
Pies wykonany z ceramiki, z grobowca z okresu dynastii Han. Noszona ozdobna obroża wskazuje na to, że jest to zwierzę domowe, podczas gdy wiadomo ze źródeł pisanych, że w parkach cesarskich były psiarnie dla psów myśliwskich. Muzeum Henanu

Cesarstwo Han – z wyłączeniem królestw i markizatów – dzieliło się na prowincje (zhou), te z kolei na komanderie (jun), a komanderie na powiaty (xian). Powiaty dzieliły się na dystrykty, które z kolei składały się z osad, w których żyło po około 100 rodzin.
Nazwa stanowiska szefa prowincji zmieniała się kilkakrotnie z Inspektora (Cishi 刺史) na Gubernatora (Mu 牧; dosłownie „Pasterz”) i na odwrót. Zakres jego obowiązków zmieniał się w poszczególnych latach, lecz był on odpowiedzialny za kontrolę administracji na szczeblu komanderii i królestw, wchodzących w skład prowincji. Na podstawie jego sprawozdań, urzędnicy tych lokalnych administracji mogli być przez dwór cesarski awansowani, degradowani, odwoływani lub oskarżani.
Gubernator mógł podejmować szereg działań bez uzyskiwania pozwolenia ze strony dworu cesarskiego. Niższy rangą Inspektor miał uprawnienia wykonawcze tylko w czasach kryzysu, jak np. zebranie wojsk z podlegających mu komanderii, by stłumić bunt.
Na czele administracji cywilnej i wojskowej komanderii stał Administrator (Taishou 太守). Zajmował się obronnością, sprawami sądowymi, kontrolowaniem warunków dla rolnictwa, a także rekomendowaniem kandydatów na stanowiska w sprawozdaniu wysyłanym corocznie do stolicy, w systemie kwot wprowadzonym po raz pierwszy przez cesarza Wu. Na czele dużego powiatu – liczącego około 10 tysięcy gospodarstw stał Prefekt (Ling 令), podczas gdy na czele mniejszego Naczelnik (Zhang 長), których możemy nazwać starostami. Starosta utrzymywał ład i porządek w swoim powiecie, rejestrował ludność dla celów podatkowych, powoływał co roku mężczyzn do nieodpłatnych prac publicznych, utrzymywał szkoły i nadzorował prace publiczne.

### Królestwa i markizaty
Królestwa, na wpół-autonomiczne lenna wielkością zbliżone do komanderii, były rządzone przez królów pochodzących wyłącznie z rodziny cesarskiej. Przed 157 r. p.n.e. niektóre królestwa były rządzone przez królów nie należących do rodziny cesarskiej (zostały one im nadane w lenno w uznaniu zasług dla cesarza Gaozu). Administracja każdego z królestw była podobna do organizacji administracji cesarstwa. Chociaż cesarz mianował kanclerza każdego z królestw, królowie mianowali pozostałych urzędników w swoim lennie.
Jednak w 145 r. p.n.e., po kilku powstaniach wywołanych przez królów, cesarz Jing odebrał królom prawo do mianowania urzędników o zarobkach powyżej 400-dan. Urzędy Doradcy Cesarskiego i Dziewięciu Ministrów (z wyjątkiem Ministra Koniuszego) zostały zniesione w każdym z królestw, chociaż Kanclerz był w dalszym ciągu mianowany przez dwór cesarski.
Po tych reformach królowie zostali sprowadzeni do roli tytularnych władców swoich lenn, uzyskujących osobiste dochody z części wpływów podatkowych zbieranych w ich królestwach. W podobny sposób byli mianowani urzędnicy w lennach podlegających „pełnym” markizom. Kanclerz markizatu miał taką samą rangę jak prefekt powiatu. Podobnie jak król, markiz otrzymywał część z wpływów podatkowych zebranych w jego lennie jako osobisty dochód.

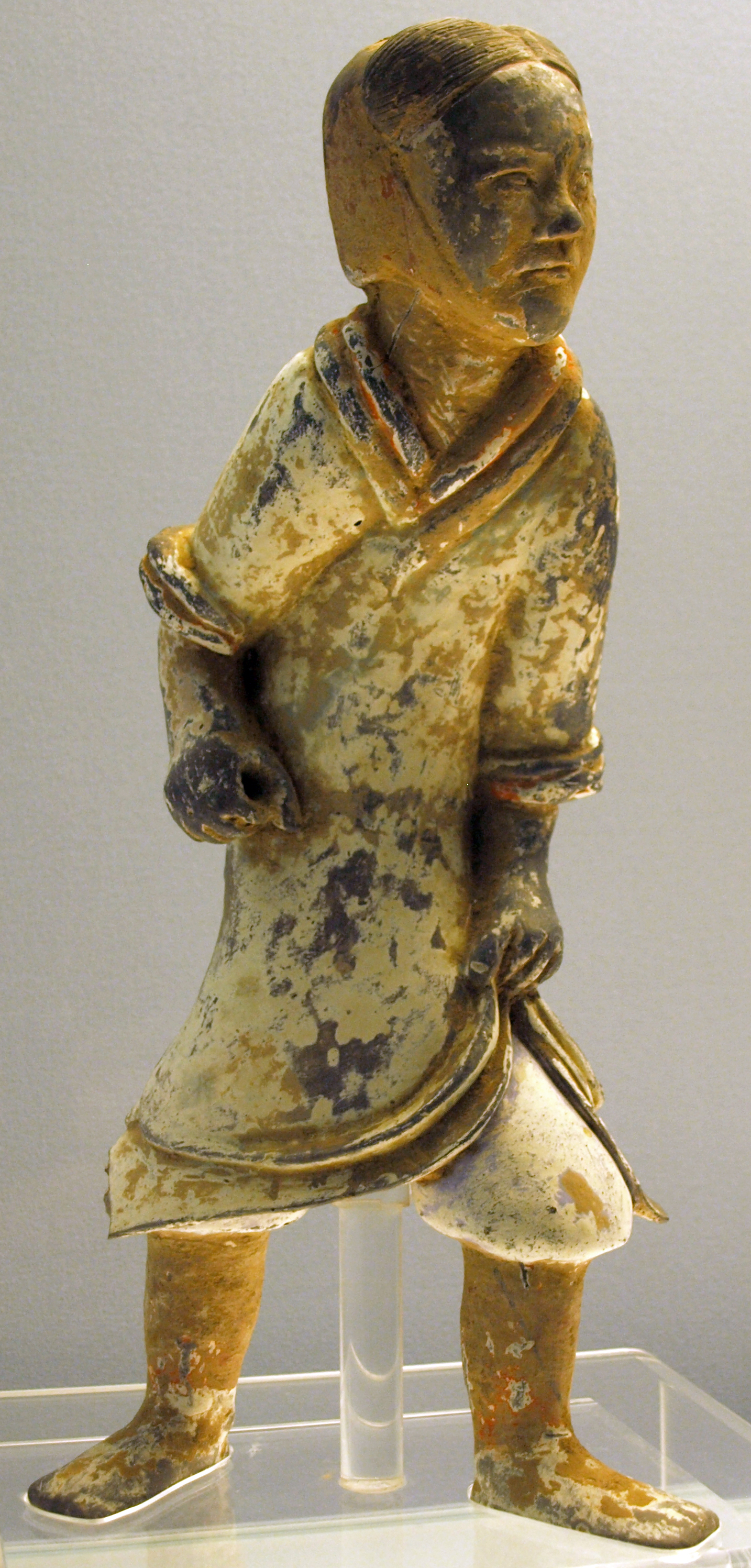
Figurka żołnierza z ceramiki z czasów Wschodniej Dynastii Han. Obecnie wyblakły farby, którymi był pomalowany oraz brak jest broni, którą trzymał. Muzeum Szanghajskie

### Wojsko
W początkach panowania dynastii Han każdy dorosły mężczyzna w wieku 23 lat stawał się zdolny do służby wojskowej i mógł zostać powołany do wojska. Minimalny wiek poboru do wojska został zmniejszony do 20 lat po panowaniu cesarza Zhao (87-74 p.n.e.). Poborowi przechodzili rok szkolenia, a następnie przez rok służyli jako żołnierze niezawodowi. Rok szkolenia odbywali w jednym z trzech rodzajów sił zbrojnych: piechocie, kawalerii lub w marynarce wojennej. Poborowy rok czynnej służby mógł odbyć zarówno na granicy, na dworze króla lennego lub w oddziałach podległych ministrowi straży w stolicy. Mała armia zawodowa (pobierająca żołd), stacjonowała niedaleko stolicy.
Za czasów Wschodniej Dynastii Han można było uniknąć poboru płacąc dodatkowy podatek. Dwór cesarski w tym okresie preferował armię nie pochodzącą z poboru, której wielkość zmieniała się w zależności od potrzeb. Armia nie pochodząca z poboru (wojska zaciężne i milicje) tworzyła Armię Południową (Nanjun 南軍), natomiast stała armia zawodowa stacjonująca w stolicy i w jej okolicach stanowiła Armię Północną (Beijun 北軍). Pod dowództwem pułkowników (Xiaowei 校尉), Armia Północna składała się z pięciu pułków, każdy liczący po kilka tysięcy żołnierzy. Kiedy władza centralna upadła po 189 r. n.e., bogaci właściciele ziemscy, członkowie arystokracji i szlachty oraz lokalni dowódcy wojskowi utworzyli własne oddziały wojskowe (buqu 部曲).
W czasie wojen liczebność armii zacieżnej i milicji ulegała zwiększeniu, jako wzmocnienie dla stałej Armii Północnej. W tych warunkach, generał (Jiangjun 將軍) dowodził dywizją, która dzieliła się na pułki dowodzone przez pułkowników a czasami majorów (Sima 司馬). Pułki dzieliły się na kompanie dowodzone przez kapitanów. Najmniejszą jednostką armii był pluton.

## Gospodarka

### Reformy monetarne

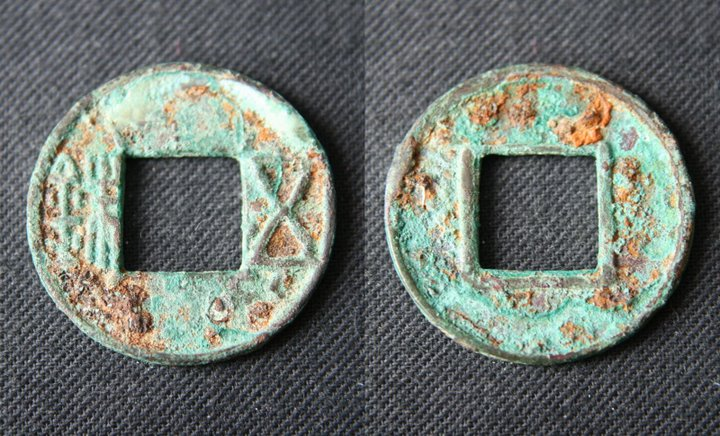
Moneta Wu Zhu (五銖) z okresu rządów cesarza Wu (141-87 p.n.e.), 25,5 mm średnicy.

Dynastia Han przejęła po dynastii Qin system monetarny z monetami ban liang. Na początku panowania dynastii Han, cesarz Gaozu zamknął mennicę państwową i zezwolił na emisję monet przez osoby prywatne. Ta decyzja została unieważniona przez wdowę po nim, cesarzową-wdowę Lü Zhi (zm. 180 p.n.e.), która zabroniła działalności mennicom prywatnym. W 182 r. p.n.e. Lü Zhi zaczęła emisję monet z brązu, które były znacznie lżejsze niż dotychczasowe monety. To spowodowało powszechną inflację, która nie uległa zmniejszeniu aż do 175 r. p.n.e., kiedy cesarz Wen zezwolił prywatnym mennicom na produkcję monet, które ważyły dokładnie 2,6 grama.
W 144 r. p.n.e. cesarz Jing zabronił bicia monet przez prywatne mennice, na rzecz emisji monet przez mennice zarządzane przez władze centralne i władze komanderii; wprowadził również nową monetę. Cesarz Wu wprowadził następną w 120 r. p.n.e., ale rok później zaprzestano całkowicie emisji monet ban liang, zastępując je monetami Wu Zhu (五銖), ważącymi 3,2 g. Moneta Wu Zhu pozostała standardem chińskiej monety aż do czasów dynastii Tang (618-907 n.e.). Została na krótko zastąpiona nowymi monetami wprowadzonymi za panowania cesarza Wang Manga, lecz w 40 r. n.e. została ponownie wprowadzona do obiegu przez cesarza Guangwu.
Ponieważ monety emitowane przez mennice zarządzane przez władze komanderii były często lżejsze i gorszej jakości, władze centralne zamknęły te mennice i zmonopolizowały emisję monet w 113 r. p.n.e. Emisja monet przez władze centralne była nadzorowana przez Superintendenta Dróg Wodnych i Parków, następnie w czasach Wschodniej Dynastii Han nadzór ten powierzono Ministrowi Finansów.

### Podatki i nieruchomości

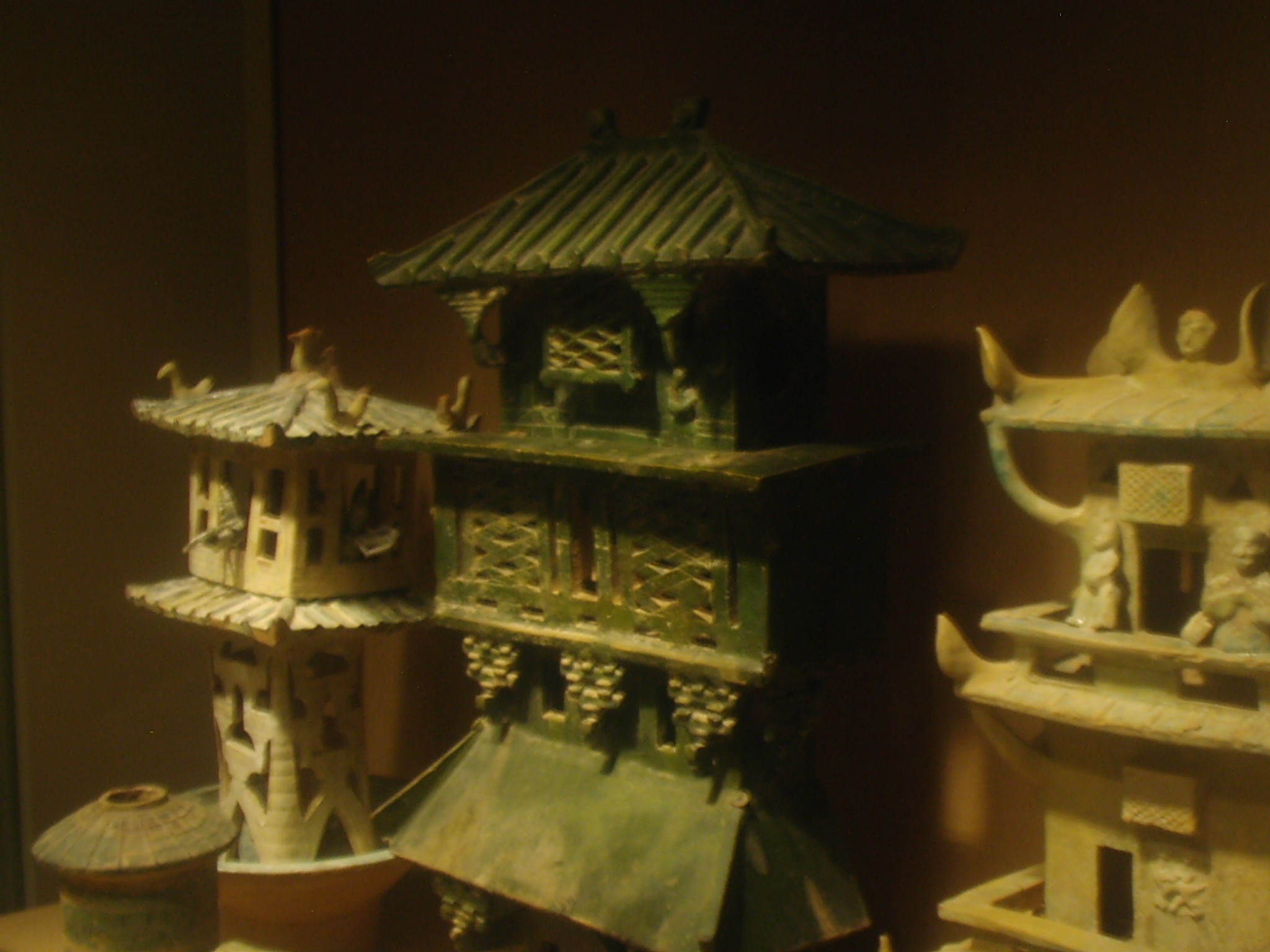
Wieża z podpierającymi balkony wspornikami dougong. Model z grobowca z I-II w. n.e., znajdujący się obecnie w Metropolitan Museum of Art Zhang Heng (78-139 n.e.) opisał ogromny park cesarski na przedmieściach Chang’anu, w którym były wysokie wieże, z których łucznicy mogli strzelać dla rozrywki cesarzy.

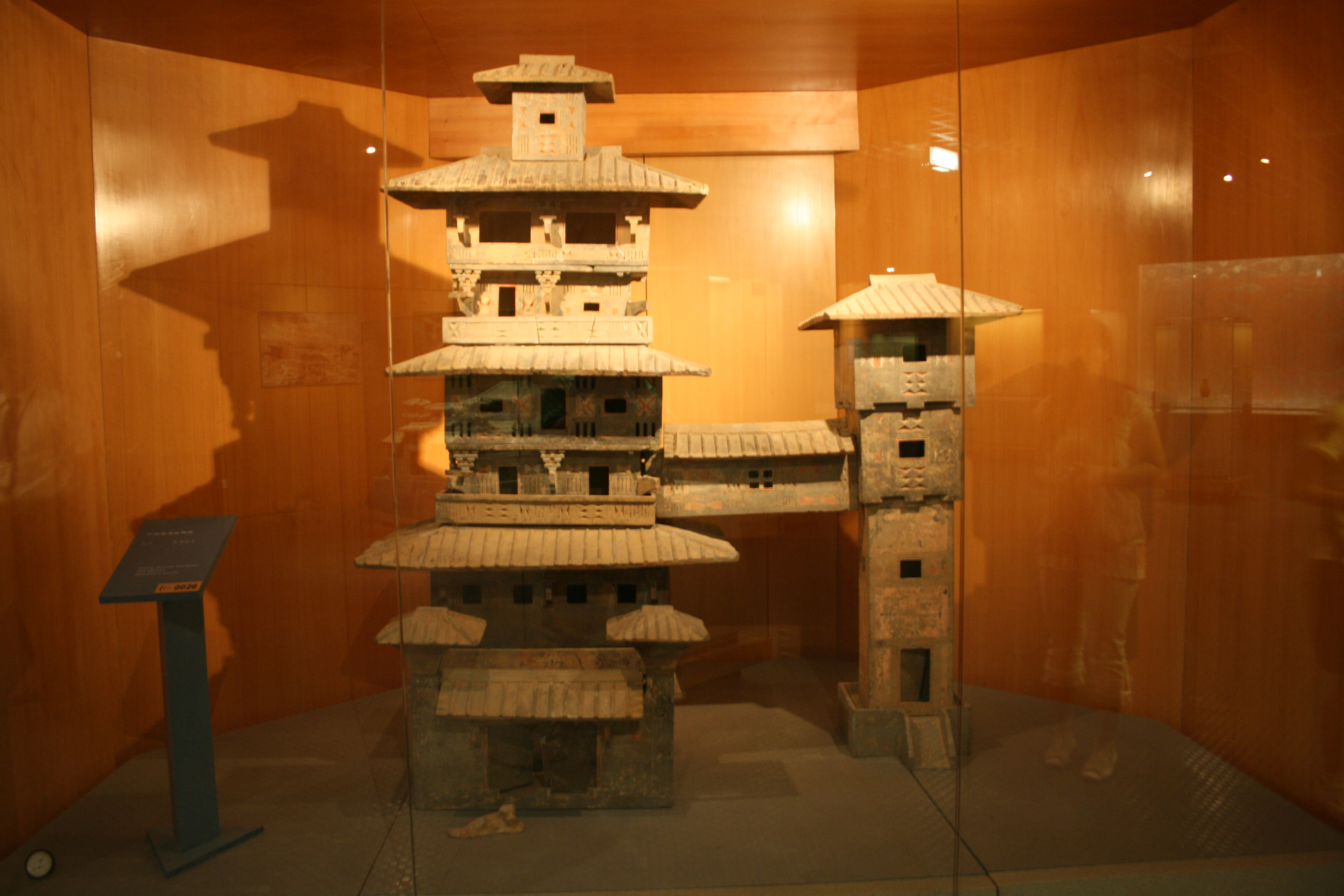
Model z malowanej ceramiki z czasów Wschodniej Dynastii Han, z grobowca w Jiazuo, Henan, obecnie w Muzeum Henanu. Przedstawia dwór obronny z wieżami, dziedzińcem, werandami, płytkami dachowymi, wspornikami dougong i zadaszonym mostem biegnącym na 3 poziomie – od głównej wieży do mniejszej wieży strażniczej.

Oprócz podatku gruntowego płaconego przez właściciela nieruchomości w określonej proporcji do wysokości zbiorów, były pobierane również podatki pogłówny i od nieruchomości, płatne w gotówce (monetach). Roczna stawka podatku pogłównego za osobę dorosłą wynosiła 120 monet i 20 monet za osoby niepełnoletnie. Kupcy byli obciążeni wyższą stawką podatku w wysokości 240 monet. Podatek pogłówny stymulował rozwój gospodarki pieniężnej i spowodował konieczność emisji ponad 28 miliardów monet od 118 r. p.n.e. do 5 r. n.e., czyli średniorocznie ponad 220 milionów monet.
Rozpowszechniony obieg gotówkowy pozwolił bogatym kupcom na inwestycje w zakup ziemi, umożliwiając wzmocnienie tej klasy społecznej, czemu usiłował zapobiec rząd poprzez nakładanie na nich wysokich podatków od działalności komercyjnej i od nieruchomości. Cesarz Wu wprowadził nawet przepisy zabraniające zarejestrowanym kupcom posiadania ziemi, jednak wpływowi kupcy zdołali uniknąć rejestracji i posiadali ogromne obszary ziemi.
Chłopi posiadający niewielkie gospodarstwa rolne stanowili główną bazę podatkową cesarstwa Han; te dochody zostały zagrożone w drugiej połowie rządów Wschodniej Dynastii Han, kiedy chłopi zaczęli popadać w długi i byli zmuszeni pracować jako dzierżawcy dla zamożnych właścicieli ziemskich. Administracja cesarstwa Han zarządziła szereg reform w celu uwolnienia chłopów od długów i pozwolenia im na utrzymanie własności ich gospodarstw. Na te reformy składały się zmniejszenie podatków, okresowe zwolnienia podatkowe, udzielanie pożyczek i zapewnienie bezrolnym chłopom tymczasowego zakwaterowania i pracy w koloniach rolniczych tuntian, dopóki nie spłacą swoich długów.
W 168 r. p.n.e. stawka podatku gruntowego została zredukowana z 1/15 plonów do 1/30, a później do 1% w ostatnich dekadach panowania dynastii. Wynikająca z tego utrata dochodów podatkowych była kompensowana poprzez zwiększanie podatków od nieruchomości.
Podatek nakładany na pracę przyjął formę przymusowych bezpłatnych robót na rzecz państwa, przez jeden miesiąc w roku. Podlegali jemu mężczyźni w wieku od 15 do 56 lat. W czasach Wschodniej Dynastii Han można było się wykupić od robót podatkiem pieniężnym, ponieważ upowszechniła się praca najemna.

### Prywatne przedsiębiorstwa i monopole państwowe

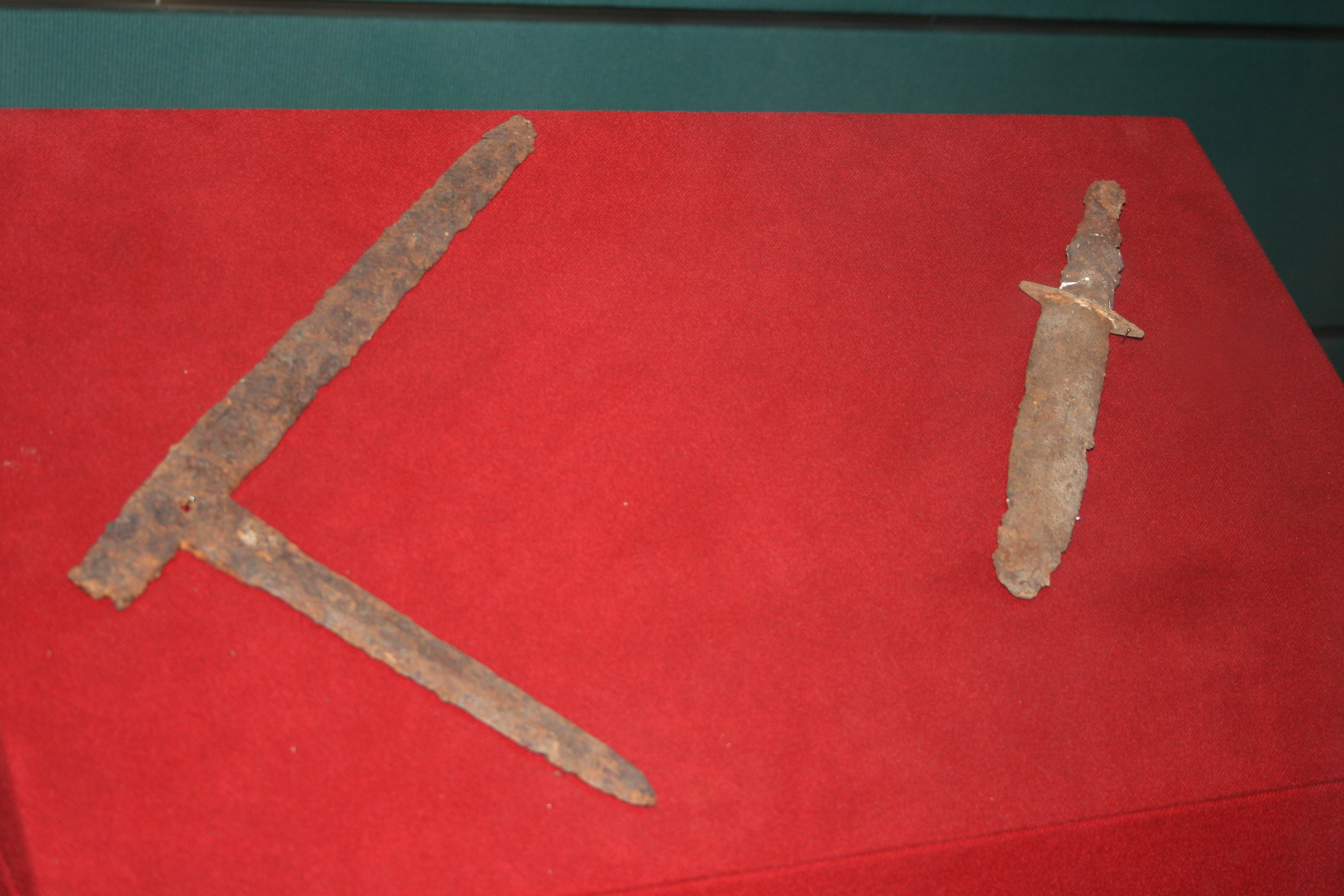
Żelazne Ji (halabarda) i sztylet z czasów dynastii Han. Muzeum Historyczne Shaanxi

W początkach panowania Zachodniej Dynastii Han, bogaci wytwórcy soli czy żelaza, zarówno królowie lenni jak i bogaci kupcy, mogli szczycić się bogactwem, które było porównywalne ze skarbem cesarskim, a także zatrudniali tysiące chłopów. To odrywało chłopów od ich gospodarstw i odbierało rządowi dużą część potencjalnych dochodów z podatku gruntowego. Aby wyeliminować wpływy tych prywatnych przedsiębiorców, cesarz Wu upaństwowił przedsiębiorstwa produkujące sól i żelazo w 117 r. p.n.e., pozwalając wielu byłym przedsiębiorcom na zostanie urzędnikami administrującymi tymi monopolami. W czasach Wschodniej Dynastii Han, zarządzane centralnie monopole zostały zastąpione przez przedsiębiorstwa prowadzone przez władze komanderii lub powiatów, jak również prywatnych przedsiębiorców.
Wytwarzanie alkoholu było kolejnym dochodowym przemysłem upaństwowionym przez władze centralne w 98 r. p.n.e. W 81 r. p.n.e. monopol na produkcję alkoholu został zniesiony i zastąpiony podatkiem w wysokości 2 monet za każde 0,2 litra, który był nakładany na handlujących alkoholem. Przed 110 r. p.n.e. cesarz Wu ingerował również w zyskowny handel zbożem, kiedy eliminował spekulację przez sprzedaż zboża z magazynów rządowych poniżej cen, których żądali kupcy. Z wyjątkiem utworzenia przez cesarza Minga, funkcjonującego przez krótki okres Urzędu Regulacji i Stabilizacji Cen, rozwiązanego w 68 r. n.e., w dużej mierze nie było ingerencji władz centralnych w poziom cen za Wschodniej Dynastii Han.

## Nauka, technika i technologia

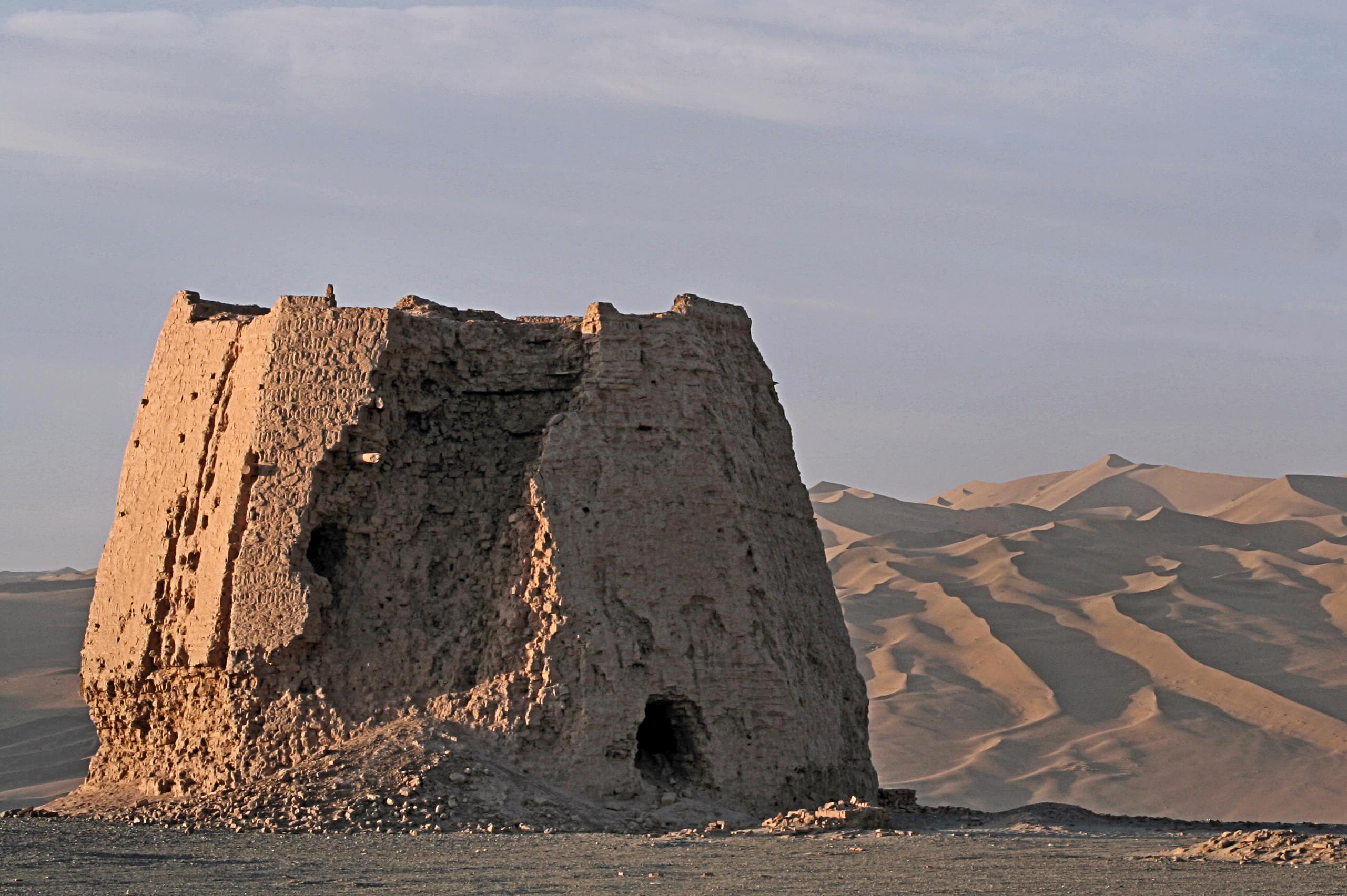
Ruiny wieży strażniczej z czasów dynastii Han, zbudowanej z ubitej ziemi w Dunhuang, prowincja Gansu, na wschodnim krańcu Jedwabnego Szlaku.

Panowanie dynastii Han było okresem wyjątkowo szybkiego rozwoju chińskiej nauki i techniki, porównywalnym pod względem tempa rozwoju, jedynie z okresem panowania dynastii Song (960-1279).

### Materiały pisarskie
Typowymi materiałami na których dokonywano zapisów pisarskich w starożytnych Chinach, były kości zwierząt i wyroby z brązu. Na początku panowania dynastii Han, podstawowymi materiałami pisarskimi były tabliczki gliniane, tkaniny jedwabne i zwoje wykonane z bambusowych deszczułek zszytych konopnymi nićmi. Nici były przeciągnięte przez wydrążone w deszczułkach otwory i zabezpieczone glinianymi pieczęciami.
Najstarszy znany fragment konopnego papieru opakowaniowego jest datowany na II w. p.n.e. Technologia masowej produkcji papieru została opracowana przez Cai Luna (50-121 n.e.) w 105 r. n.e. Najstarszy znany skrawek zapisanego papieru, który przetrwał do naszych czasów, został znaleziony w Mongolii Wewnętrznej, w ruinach wieży strażniczej, opuszczonej w 110 r. n.e.

### Metalurgia i rolnictwo
Odkrycia archeologiczne wskazują, że wielkie piece – służące do wytapiania z rudy żelaza surówki hutniczej, która następnie mogła zostać przetopiona w żeliwiaku na żeliwo – funkcjonowały w Chinach już pod koniec Okresu Wiosen i Jesieni (722-481 p.n.e.). W starożytnych Chinach nie były znane dymarki, jednak Chińczycy z okresu dynastii Han wytwarzali kute żelazo poprzez wprowadzanie nadmiaru tlenu do pieca, co powodowało zmniejszenie zawartości węgla w stopie. Żeliwo i surówka hutnicza mogły być przetwarzane w kute żelazo i stal w procesie świeżenia.

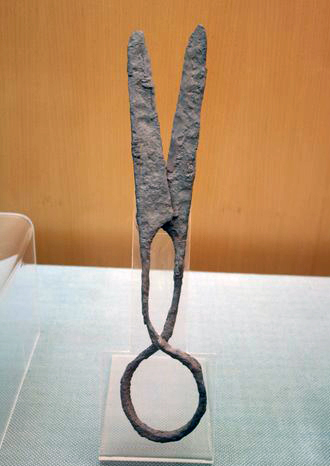
Żelazne nożyczki z okresu Wschodniej Dynastii Han. Muzeum Henanu

Chińczycy z epoki Han używali brązu i stali do wyrobu różnego rodzaju broni, narzędzi kuchennych, narzędzi stolarskich i przedmiotów użytku domowego. Istotnym efektem tych ulepszonych metod wytopu żelaza była produkcja nowych narzędzi rolniczych. Trójnożny żelazny siewnik, wynaleziony w II w. p.n.e., umożliwiał chłopom punktowy siew nasion, zamiast ręcznego rozsiewania ziarna. Ciężki żelazny pług z odkładnicą, także wynaleziony za panowania dynastii Han, wymagał tylko jednej osoby do jego prowadzenia i dwóch wołów do jego ciągnięcia. Posiadał trzy lemiesze, skrzynię na materiał siewny i mógł obsiać w ciągu jednego dnia 100 mou (około 45 730 m²) ziemi.
Dla ochrony upraw przed wiatrem i suszą, Zarządca Zboża Zhao Guo (趙過) wprowadził za panowania cesarza Wu system „zmiennego pola” (daitianfa 代田法). W tym systemie następowała zamiana pozycji bruzd i grzbietów (składów) w kolejnych sezonach wegetacyjnych. Gdy eksperymenty z tym systemem dały pozytywne rezultaty, rząd oficjalnie zaczął go wspierać i zachęcać chłopów do jego stosowania. Rolnicy z okresu dynastii Han stosowali do uprawy roślin również system „pól z dołkami” (aotian 凹田), który wymagał intensywnie nawożonych dołków w glebie i który nie wymagał pługa, ani wołów i mógł być stosowany na pochyłym terenie. Za panowania dynastii Han, w południowych i na niewielkich obszarach środkowych Chin, ryż był uprawiany głównie na polach ryżowych, podczas gdy rolnicy znad rzeki Huai He stosowali do uprawy ryżu bardziej zaawansowaną metodę sadzonkowania.

### Architektura, budownictwo i inżynieria lądowa

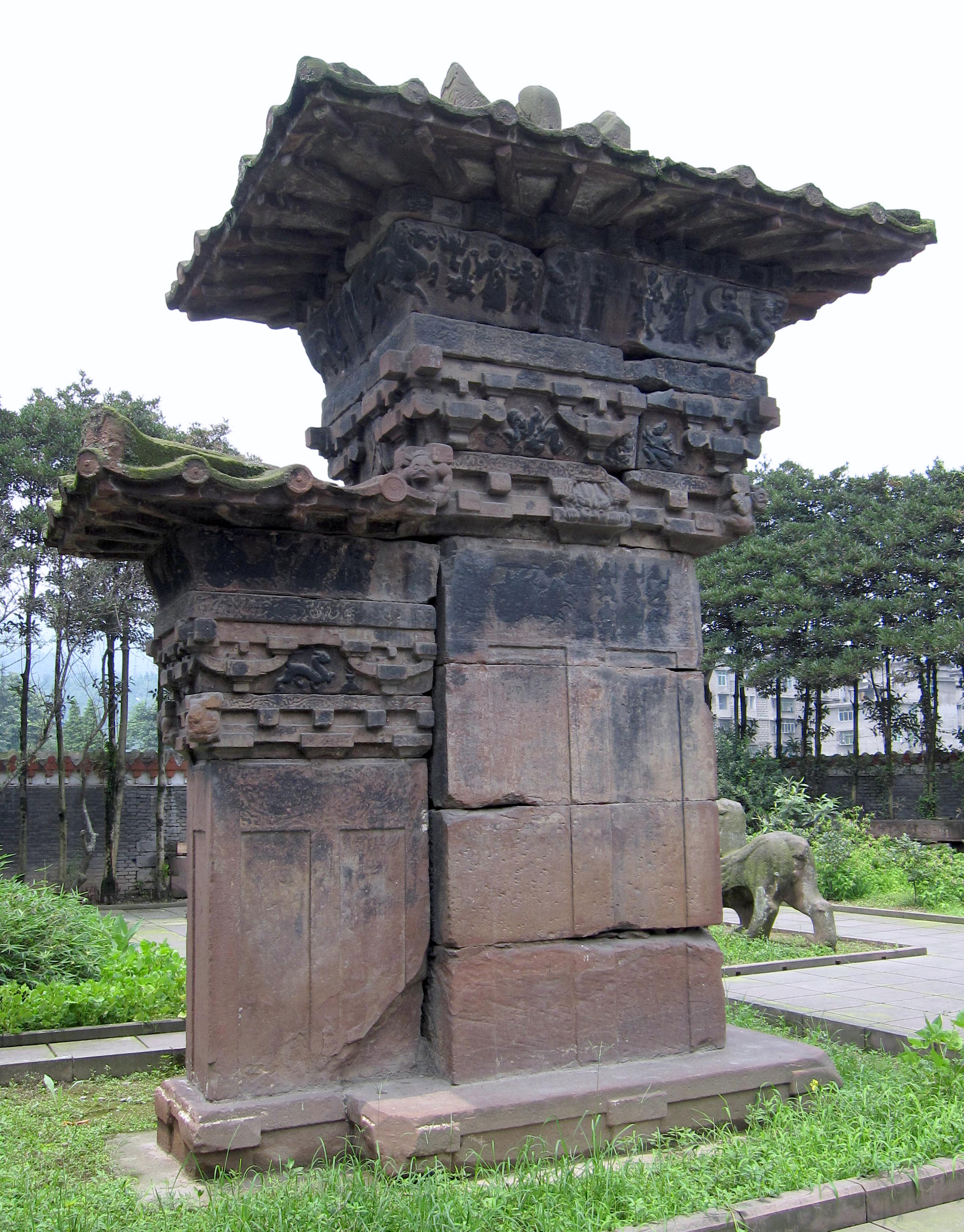
Kamienna kolumna – fragment bramy, que (闕), wysoka na 6 m, grobowiec Gao Yi w Ya’an, prowincja Syczuan, Wschodnia Dynastia Han.

Drewno było podstawowym materiałem budowlanym za panowania dynastii Han; używano go do budowy pałaców, wielopiętrowych wież i budynków mieszkalnych oraz parterowych domów. Ponieważ drewno szybko ulega zniszczeniu, jedyną pozostałością po drewnianych budynkach z tej epoki jest zbiór ceramicznych dachówek. Najstarsze istniejące, zbudowane z drewna, budynki w Chinach pochodzą z czasów dynastii Tang (618-907 n.e.). Historyk architektury Robert L. Thorp wskazuje na ubóstwo świadectw archeologicznych z tej epoki i twierdzi, że przy badaniu architektury z czasów dynastii Han, historycy opierają się na często niewiarygodnych źródłach literackich i artystycznych z tamtej epoki.
Chociaż konstrukcje z drewna z czasów dynastii Han uległy zniszczeniu, niektóre fragmenty wykonane z cegieł, kamienia i ubitej ziemi pozostały nienaruszone. Są to kamienne kolumny – fragmenty bram, murowane komory grobowe z cegły, wykonane z ubitej ziemi mury miejskie, ziemne i ceglane wieże strażnicze, wykonane z ubitej ziemi fragmenty Wielkiego Muru Chińskiego, fundamenty na których stały budynki i dwa zamki w prowincji Gansu. Nadal stoją fragmenty murów z ubitej ziemi, które otaczały stolice Chang’an i Luoyang, wraz z ceglanymi łukami, rowami i rurami ceramicznymi ich systemów kanalizacyjnych. Kamienne, monumentalne filary bram – z których 29 przetrwało do naszych czasów – tworzyły wejścia w obwałowaniach świątyń i grobowców. Te kolumny posiadają artystyczne imitacje drewnianych i ceramicznych elementów budowlach takich jak dachówki, okapy i balustrady.
Dom z dziedzińcem był najczęściej przedstawianym rodzajem domu w dziełach sztuki z czasów dynastii Han. Ceramiczne modele budynków, jak domy i wieże, które są znajdowane w grobowcach z tego okresu, prawdopodobnie miały zapewnić miejsce do zamieszkania dla zmarłych w zaświatach. Dostarczają one cennych wskazówek na temat tej zaginionej architektury drewnianej. Artystyczne wzory znajdowane na ceramicznych dachówkach tych modeli są w niektórych przypadkach dokładnie takie same, jak dachówki znajdowane na stanowiskach archeologicznych.

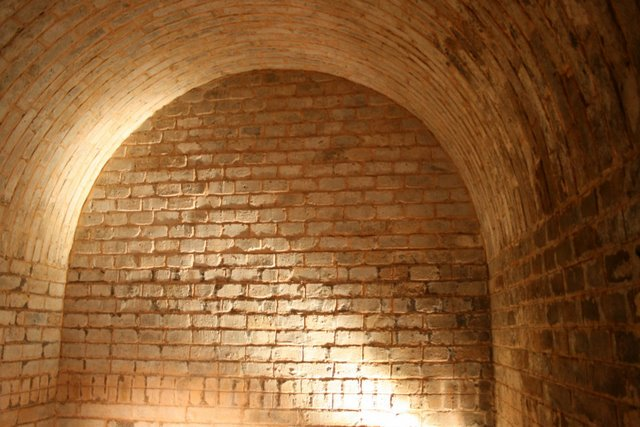
Sklepienie komory grobowej w Luoyang, wykonane z małych cegieł, Wschodnia Dynastia Han.

Odnaleziono ponad dziesięć grobowców z czasów dynastii Han. Wiele z nich posiada łuki, komory ze sklepieniami i dachy w kształcie kopuł. Podziemne sklepienia i kopuły nie wymagają stosowania przypór, ponieważ są one wspierane przez otaczającą ziemię. Nie znamy przykładów zastosowania ceglanych sklepień i kopuł w nadziemnych konstrukcjach z czasów dynastii Han.
Ze źródeł pisanych z epoki Han wiemy, że w Chinach istniały drewniane mosty belkowe, mosty łukowe, nieskomplikowane mosty wiszące i mosty pontonowe. Jednak istnieją tylko dwa odniesienia do mostów łukowych w literaturze z okresu dynastii Han i tylko pojedyncza płaskorzeźba przedstawiająca most łukowy.
Do wydobywania rud metali wykorzystywano podziemne szyby górnicze, głębokie niekiedy na ponad 100 m w głąb ziemi. Do wydobycia solanki stosowano odwierty i wieże wiertnicze, którymi dostarczano solankę do żelaznych panwi, gdzie następowało odparowanie wody. Piece były ogrzewane gazem ziemnym, dostarczanym na powierzchnię bambusowymi rurami. Stanowiące zagrożenie nadwyżki gazu gromadziły się w komorach wentylacyjnych i były odprowadzane na powierzchnię rurami wentylacyjnymi.

### Urządzenia mechaniczne i hydrauliczne

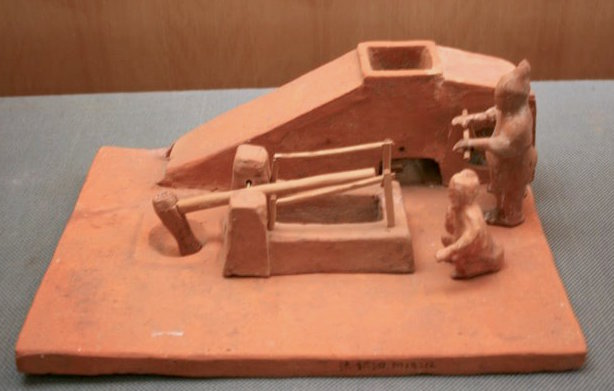
Dwóch mężczyzn obsługujących wialnię z mechanizmem korbowym i młotem dźwigniowym używanym do rozdrabniania ziarna. Gliniany model z czasów dynastii Han. Muzeum Henanu

Informacje o urządzeniach mechanicznych z czasów dynastii Han pochodzą głównie z zapisanych obserwacji, czasami przypadkowych, konfucjańskich uczonych. Zawodowi inżynierowie-rzemieślnicy (jiang 匠) nie pozostawili szczegółowych opisów swoich prac. Uczeni z czasów dynastii Han, którzy często mieli małe lub żadne doświadczenie w mechanice, czasami przekazywali niewystarczające informacje o technologiach, które opisywali. Niemniej jednak, niektóre źródła literackie dostarczają istotnych informacji. Np. w 15 r. p.n.e. filozof Yang Xiong opisał wynalazek przekładni pasowej dla cewiarki, co miało ogromne znaczenie dla dawnego przemysłu tekstylnego. Wynalazki inżyniera-rzemieślnika Ding Huana (丁緩) są wspomniane w Rozmaitych Zapiskach o Zachodniej Stolicy (Xijing Zaji), autorstwa Ge Honga. Około 180 r. n.e. Ding Huan stworzył, obsługiwany ręcznie, obrotowy wentylator używany do klimatyzacji w budynkach pałacowych. Ding Huan użył również przegubu Cardana jako wsparcia dla jednej ze swoich kadzielnic i wynalazł pierwszy znany zoetrop – lampę wykorzystującą efekt stroboskopowy.
Współczesna archeologia doprowadziła do odkrycia dzieł sztuki z okresu panowania dynastii Han, przedstawiających wynalazki, o których nie było wzmianek w źródłach pisanych z tej epoki. Miniaturowy model z grobowca, nie źródła pisane, pozwoliły na odkrycie, że do obsługi mechanicznego wentylatora w wialni używano mechanizmu korbowego. Odometr w postaci wozu, wynaleziony za dynastii Han, mierzył przebytą odległość, używając mechanicznych figurek, uderzających w bębny i gongi po przebyciu określonej odległości. Ten wynalazek jest przedstawiony w dziełach sztuki z II w. n.e., jednak pisemny opis tego wynalazku pochodzi dopiero z III w. n.e. Współcześni archeolodzy odkopali również egzemplarze urządzeń używanych za czasów dynastii Han, jak np. suwmiarki używane przez rzemieślników do precyzyjnych pomiarów. Wyryty jest na nich dzień i rok ich produkcji. Nie wspomina o nich żadne źródło literackie z czasów dynastii Han.

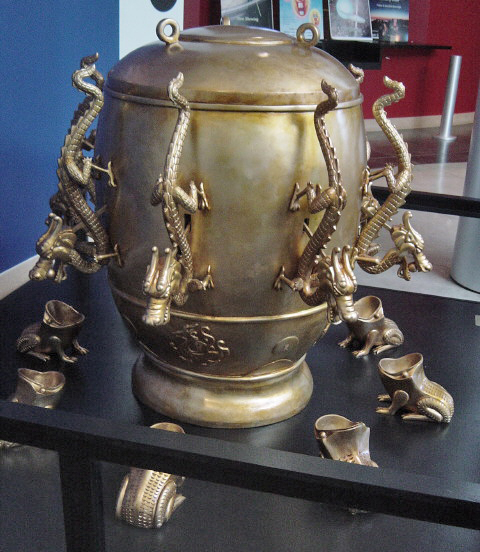
Współczesna replika sejsmometru Zhang Henga.

Koło wodne pojawiło się w chińskich kronikach z czasów dynastii Han. Według informacji przekazanej przez Huan Tana w ok. 20 r. n.e., było używane do napędzania młotów dźwigniowych i w procesach rozdrabniania, młócenia i polerowania ziarna. Aż do V w. n.e. nie ma jednak wystarczających dowodów na istnienie młynów w Chinach. Administrator komanderii Nanyang Du Shi (zm. 38 n.e.) skonstruował poruszany przy pomocy koła wodnego miech, który służył do dostarczania większej ilości tlenu, dla podwyższenia temperatury spalania w procesie wytopu żelaza. Koła wodne były również używane do napędzania pomp łańcuchowych, które przenosiły wodę do położonych wyżej rowów irygacyjnych. Pierwsza wzmianka o pompie łańcuchowej w Chinach została zamieszczona przez filozofa Wang Chonga w traktacie Rozprawy krytyczne (論衡, Lùnhéng) z I w. n.e.
Astrolabium sferyczne, trójwymiarowy model ruchu sfery niebieskiej, zostało wynalezione w Chinach najpóźniej w I w. p.n.e.. Nadworny astronom Zhang Heng (78-139 n.e.) skonstruował mechanicznie obracane astrolabium sferyczne, używając do tego celu zegara wodnego, koła wodnego i szeregu przekładni. Aby rozwiązać problem wolniejszego dopływu wody (ze względu na zmniejszone ciśnienie wody w zbiorniku wraz ze zmniejszaniem się jej ilości w tym zbiorniku), Zhang Heng jako pierwszy w Chinach zainstalował dodatkowy zbiornik pomiędzy tym zbiornikiem wody a naczyniem do którego spływała woda. W 132 r. n.e. Zhang Heng wynalazł także sejsmometr (Houfeng didong yi 候风地动仪) do wykrywania dokładnego kierunku, w którym nastąpiło trzęsienie ziemi – nawet odległe o setki kilometrów. W urządzeniu tym zastosowano wahadło odwrócone, które uruchomione przez trzęsienie ziemi, uruchamiało następnie mechanizm, który upuszczał metalową kulkę z jednej z ośmiu smoczych paszcz (reprezentujących wszystkie osiem ówczesnych chińskich stron świata) w usta jednej z ośmiu metalowych ropuch.

### Matematyka
Zachowały się trzy traktaty matematyczne z czasów dynastii Han. Są to: Księga o liczbach i obliczeniach, Dzieło o arytmetyce gnomonu i kolistych dróg niebios i Dziewięć rozdziałów o sztuce matematyki. Do matematycznych osiągnięć okresu panowania dynastii Han należą: rozwiązywanie zadań z trójkątami prostokątnymi, pierwiastkami kwadratowymi, pierwiastkami sześciennymi i macierzami, znalezienie dokładniejszych przybliżeń wartości liczby pi, dowód twierdzenia Pitagorasa, użycie ułamków dziesiętnych, użycie metody eliminacji Gaussa do rozwiązywania układów równań liniowych, i ułamków łańcuchowych do znajdowania wartości zerowych funkcji.
Jednym z największych matematycznych osiągnięć ery dynastii Han było użycie po raz pierwszy w świecie liczb ujemnych. Liczby ujemne pojawiły się po raz pierwszy w Dziewięciu rozdziałach o sztuce matematyki jako czarne patyczki liczbowe, a liczby dodatnie były reprezentowane przez czerwone patyczki liczbowe. Liczby ujemne były używane w rękopisie z Bakhshali ze starożytnych Indii, ale dokładna data jego sporządzenia jest nieznana. Liczby ujemne były także używane przez greckiego matematyka Diofantosa w III w. n.e., ale zaczęły być powszechnie stosowane w Europie dopiero w XVI wieku.

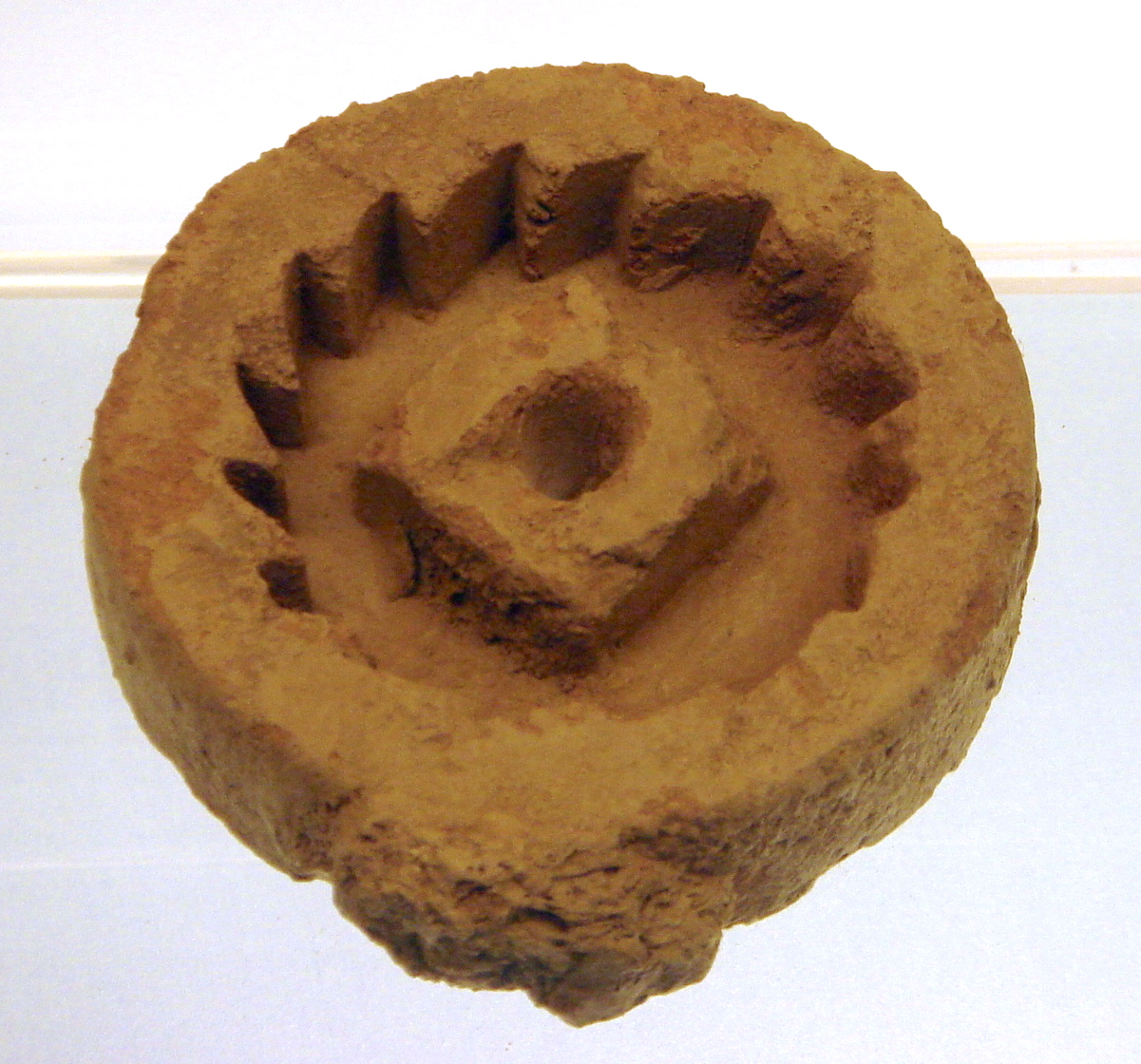
Forma odlewnicza na koło zębate z czasów dynastii Han (Muzeum Szanghaju).

Chińczycy z epoki dynastii Han stosowali matematykę w wielu różnorodnych dziedzinach. W strojeniu instrumentów muzycznych, tworząc 60-stopniową skalę muzyczną, Jing Fang (78-37 p.n.e.) odkrył, że 53 kwinty odpowiadają w przybliżeniu 31 oktawom obliczając różnicę jako 177147⁄176776 (ta sama wartość 53 stopniowej temperacji równomiernej została odkryta przez niemieckiego matematyka Nicholasa Mercatora [1620-1687], czyli 353/284).

### Astronomia
Znajomość matematyki była niezbędna przy tworzeniu kalendarza księżycowo-słonecznego, który wykorzystywał Słońce i Księżyc jako wyznaczników czasu w ciągu roku. Starożytny kalendarz Sifen (古四分历), który określał rok zwrotnikowy na 3651⁄4 dnia, został zastąpiony w 104 r. p.n.e. przez kalendarz Taichu (太初历), według którego rok zwrotnikowy liczył 365385⁄1539 dnia, a miesiąc księżycowy 2943⁄81 dnia. W 85 r. n.e. cesarz Zhang przywrócił zmodyfikowany przez Li Fana kalendarz Sifen.
Chińscy astronomowie z okresu dynastii Han sporządzali katalogi gwiazd i szczegółowe zapisy dotyczące pojawiających się na niebie komet. W 12 r. p.n.e. odnotowali pojawienie się komety znanej obecnie jako kometa Halleya.
Chińscy astronomowie z tego okresu przyjęli geocentryczny model wszechświata, zakładając, że ma on kształt kuli otaczającej położoną pośrodku Ziemię. Zakładali też, że Słońce, Księżyc i planety są kuliste, a nie w kształcie dysku. Uważali również, że światło słoneczne oświetla Księżyc i planety, a zaćmienia Księżyca mają miejsce, gdy Ziemia zasłania światło słoneczne padające na Księżyc, a zaćmienia Słońca mają miejsce, gdy Księżyc zasłania Słońce. Chociaż inni uczeni z tej epoki nie zgadzali się z jego modelem, Wang Chong dokładnie opisał naturalny obieg wody na Ziemi od parowania wody do chmur, aż do opadów deszczu.

### Kartografia, statki i pojazdy

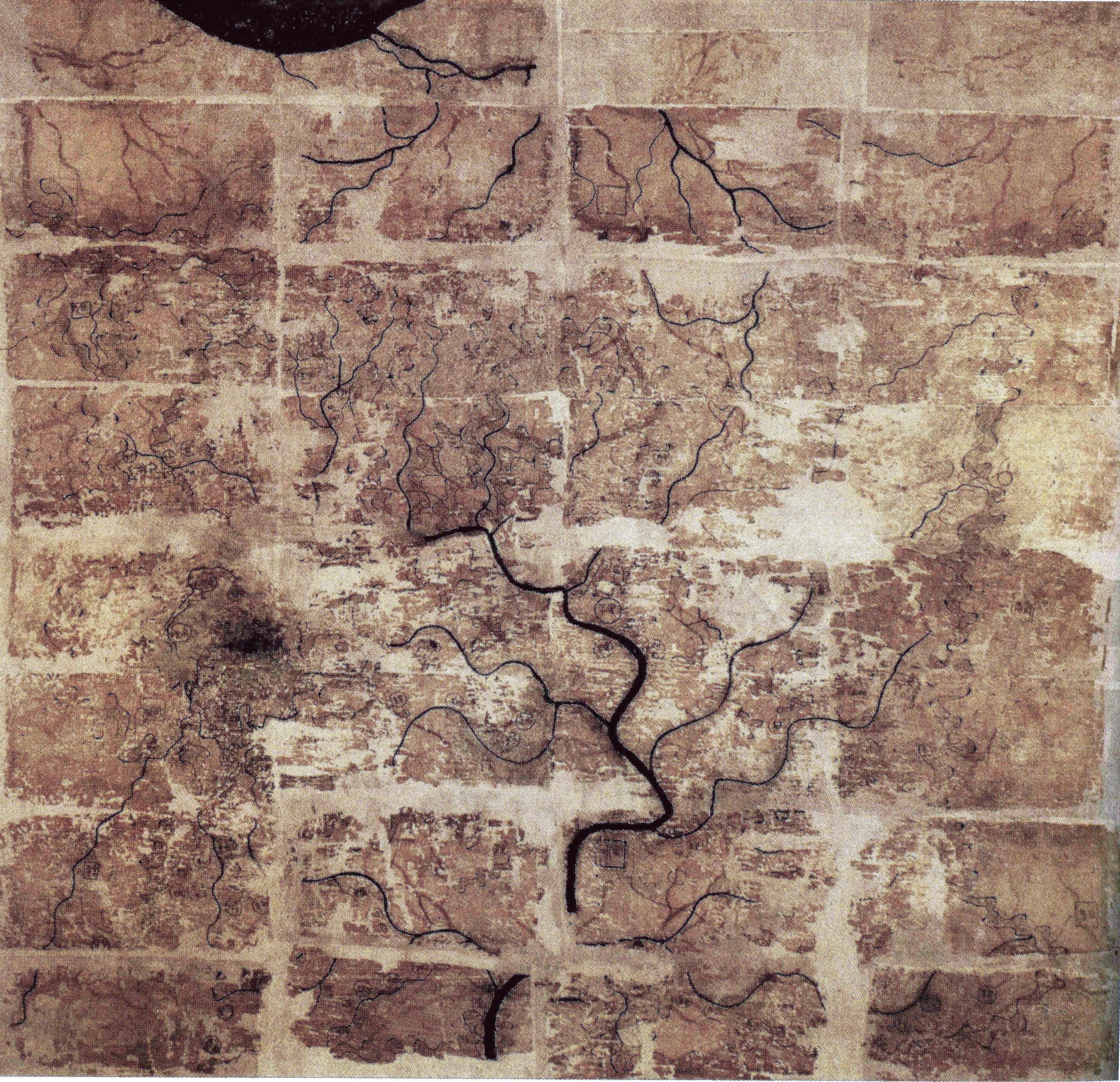
Mapa z jedwabiu, z czasów Zachodniej Dynastii Han, znaleziona w grobowcu nr 3 w Mawangdui, przedstawiająca królestwo Changsha i królestwo Nanyue w południowych Chinach (uwaga: jest to mapa w orientacji południowej tzn. kierunek południowy jest wykreślony na górze, a północny na dole mapy). Muzeum Prowincji Hunan

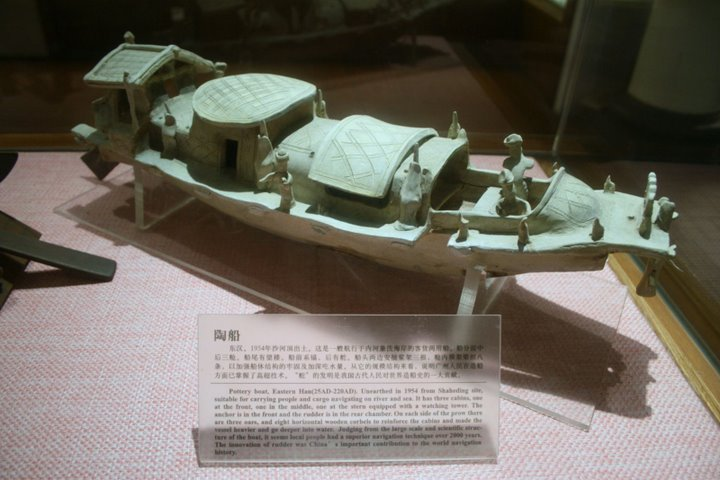
Ceramiczny model statku z czasów Wschodniej Dynastii Han ze sterem na rufie i kotwicą na dziobie. Kantońskie Muzeum Miejskie

Wzmianki w literaturze chińskiej i znaleziska archeologiczne wskazują, że kartografia była znana w Chinach przed okresem panowania dynastii Han. Kilka, wykonanych tuszem na jedwabiu, map z początków panowania dynastii Han zostało odkrytych wśród tekstów na jedwabiu z Mawangdui w grobowcu z II w. p.n.e. W I w n.e. generał Ma Yuan stworzył z ryżu, pierwszą w świecie, znaną mapę plastyczną. To pierwszeństwo może się zmienić, jeżeli zostanie zbadany grobowiec cesarza Qin Shi Huanga i okaże się prawdziwą relacja w Zapiskach historyka o plastycznej mapie cesarstwa.
Chociaż użycie skali mapy i siatki współrzędnych zostało po raz pierwszy opisane przez Pei Xiu (224-271 n.e.), istnieją dowody świadczące o tym, że na początku II w. n.e. kartograf Zhang Heng jako pierwszy używał skal i siatek w mapach.
Chińczycy epoki Han pływali różnymi rodzajami statków, różniącymi się od tych z poprzednich epok, takimi jak np. okręty wieżowe. Typ statku, który obecnie nazywamy dżonką, został wynaleziony i rozwijał się w czasach dynastii Han. Dżonki miały kwadratowo zakończone dzioby i rufy, płaskodenne kadłuby wykonane metodą poszycia stykowego bez stępki (kilu) i stewy oraz solidne grodzie poprzeczne, zamiast wręg używanych w statkach europejskich. Ponadto statki z okresu dynastii Han były pierwszymi na świecie jednostkami, którymi sterowano za pomocą steru rufowego – co pozwalało na żeglugę po morzach – zamiast prostszego wiosła sterowego używanego w transporcie rzecznym.
Chociaż rydwany i zaprzężone w woły wozy były już wcześniej znane w Chinach, taczki zaczęły być używane po raz pierwszy w Chinach w I w. p.n.e. Przedstawienia konnych rydwanów z okresu dynastii Han pokazują, że pochodzące z Epoki Walczących Królestw ciężkie drewniane jarzmo zostało zastąpione uprzężą szorową. W okresie Północnej dynastii Wei (386-534 n.e.) wynaleziono w pełni rozwinięte chomąto.

### Medycyna
Lekarze z okresu dynastii Han wierzyli, że ludzkie ciało podlega tym samym siłom natury, które regulują działanie całego wszechświata, mianowicie wzajemnemu oddziaływaniu yin i yang oraz pięciu żywiołów. Każdy organ ludzkiego ciała (zang-fu) był powiązany z jednym z żywiołów. Choroba była postrzegana jako znak, że zostało zakłócone działanie kanałów doprowadzających qi, czyli energię życiową do poszczególnych organów. Tak więc lekarze tego okresu starali się przeciwdziałać tym zakłóceniom. Na przykład wierząc, że w cyklu odradzania żywioł drewna poprzedza żywioł ognia, lekarze używali składników związanych z żywiołem drewna do leczenia organów związanych z żywiołem ognia. Zhang Zhongjing (ok. 150-ok. 219 n.e.) przepisywał diety bogate w składniki, o których sądzono, że hamują powstawanie pewnych chorób. Dziś wiadomo, że są one spowodowane przez brak pewnych składników odżywczych w diecie, co jest konsekwencją nieprawidłowego odżywiania. Poza dietą, lekarze w tych czasach przepisywali również przypalanie, akupunkturę i ćwiczenia fizyczne jako metody utrzymywania dobrego zdrowia. Hua Tuo (zm. 208 n.e.) dla uśmierzenia bólu pacjentów podczas operacji stosował znieczulenie i przepisywał wcierane maści, które miały przyspieszyć proces gojenia ran powstałych podczas operacji.